# Santa Marta (Colombia)
Santa Marta, oficialmente Distrito Turístico, Cultural e Histórico de Santa Marta, es un distrito de Colombia, capital del departamento del Magdalena en la Región Caribe. Fue fundada el 29 de julio de 1525 por el español Rodrigo de Bastidas, lo que la convierte en la ciudad en pie más antigua de Colombia y la segunda más antigua de Sudamérica. Esta ciudad, emplazada en la bahía de su mismo nombre, es uno de los principales destinos turísticos del país por sus numerosas playas, reservas naturales, su patrimonio cultural e histórico y por ser uno de los accesos a la montaña más alta del mundo en zona costera, la Sierra Nevada de Santa Marta y a sus antiguas comunidades indígenas. Desde 1991 fue organizada constitucionalmente como Distrito Turístico, Cultural e Histórico.
Es conocida por sus actividades turísticas, la historia de sus calles y sus playas. El balneario El Rodadero es uno de los principales destinos del Caribe colombiano. Su casco urbano se encuentra entre la Sierra Nevada de Santa Marta y el mar Caribe, y el parque Tayrona y Ciudad Perdida se encuentra bajo su jurisdicción. Entre sus atracciones culturales e históricas están la Casa de la Aduana, la Catedral Basílica, la Biblioteca Banco de la República, el Seminario San Juan Nepomuceno, el Paseo Bastidas, la Quinta de San Pedro Alejandrino, la plaza de Bolívar y el parque Los Novios.
Su núcleo más poblado y de mayor actividad comercial es la zona central, desde donde se desarrolló la ciudad a partir del siglo XVII. El plano comprendido entre la carrera Primera y las avenidas Santa Rita y del Ferrocarril enmarca su centro histórico y su núcleo comercial, encontrándose además su núcleo de turismo de playa en la zona de El Rodadero. 
Santa Marta es conocida por haber sido el lugar en el que Simón Bolívar falleció en 1830 en la Quinta de San Pedro Alejandrino, en esa época quedaba a las afueras de la ciudad.

## Historia

### Época precolombina
La Cultura Tayrona floreció antes de los tiempos de la conquista española en el actual territorio de Santa Marta y  al norte noroccidente de la Sierra Nevada. Los pueblos nativos de la región que actualmente ocupan Santa Marta se destacaron por sus magistrales trabajos de orfebrería y de ingeniería. Entre ellos se encuentran los sitios urbanos más desarrollados de la Colombia prehispánica, como las ruinas arqueológicas de Pueblito (Chayrama) en el parque nacional Tayrona, la Ciudad Perdida (Teyuna) en el alto río Buritaca y la zona de La Reserva, en la cabecera del río Frío en Ciénaga.

### Conquista

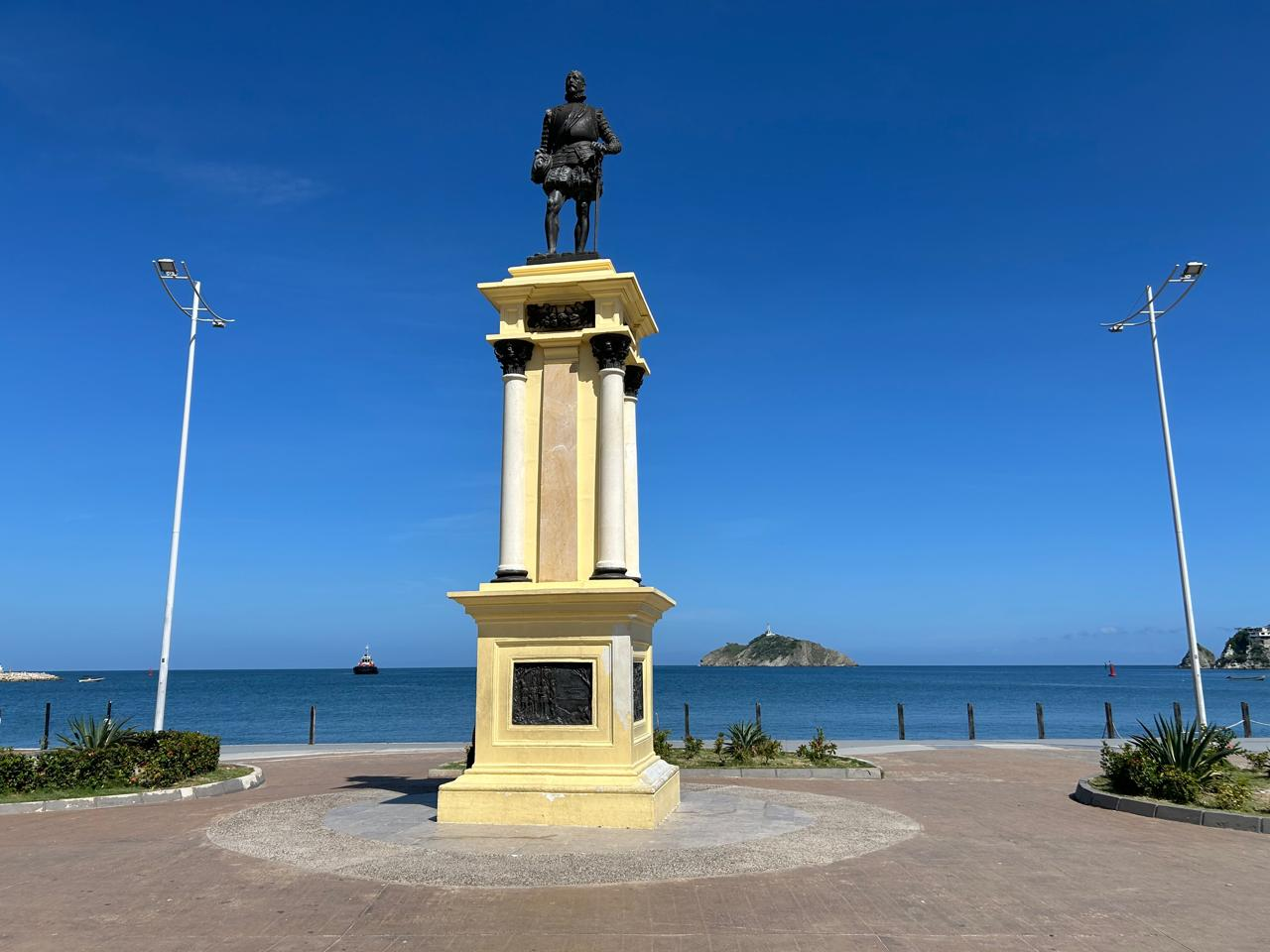
Monumento a Rodrigo de Bastidas en la bahía de Santa Marta.

En 1501 Rodrigo de Bastidas y Juan de la Cosa recorrieron la costa desde el cabo de la Vela hasta Urabá. Durante esa expedición dejaron algunos soldados en la bahía de Santa Marta, que Bastidas identificó como un lugar propicio para desarrollar un centro urbano. Estos soldados fueron los primeros europeos en mezclarse con la población local. En 1514, la flota de Pedrarias Dávila llegó a la zona y, tras enfrentarse a los nativos, tomó varios prisioneros.
En 1525 Bastidas fundó oficialmente la ciudad cerca de la desembocadura del río Manzanares. Fue el primer gobernador de la provincia de Santa Marta y promovió las relaciones cordiales con los pobladores locales. Eso lo llevó a enfrentarse con otros españoles, que le causaron heridas que lo llevaron a fallecer en Santiago de Cuba.
Tras su partida, lo reemplazó al frente de la Gobernación el comerciante y banquero García de Lerma. En 1528, este negoció en nombre de Carlos V con la familia Welser la colonización de Venezuela.
El 16 de febrero de 1533 la provincia de Nueva Andalucía y Urabá se dividió en las de Cartagena y Santa Marta.
El 27 de abril de 1585 se prohibió por cédula real a los colonos blancos esclavizar a los indígenas tupes y wayús. Sin embargo, esta prohibición no se cumplió, lo que exacerbó los conflictos entre los nuevos colonos y los pueblos tradicionales de la región.
Durante este periodo del siglo, los conquistadores españoles expulsaron a los matunas, que ocupaban esas tierras, y arrasaron las poblaciones de otros pueblos que habitaban la región. La guerra entre los españoles y los indígenas taironas se prolongó durante casi todo el siglo.

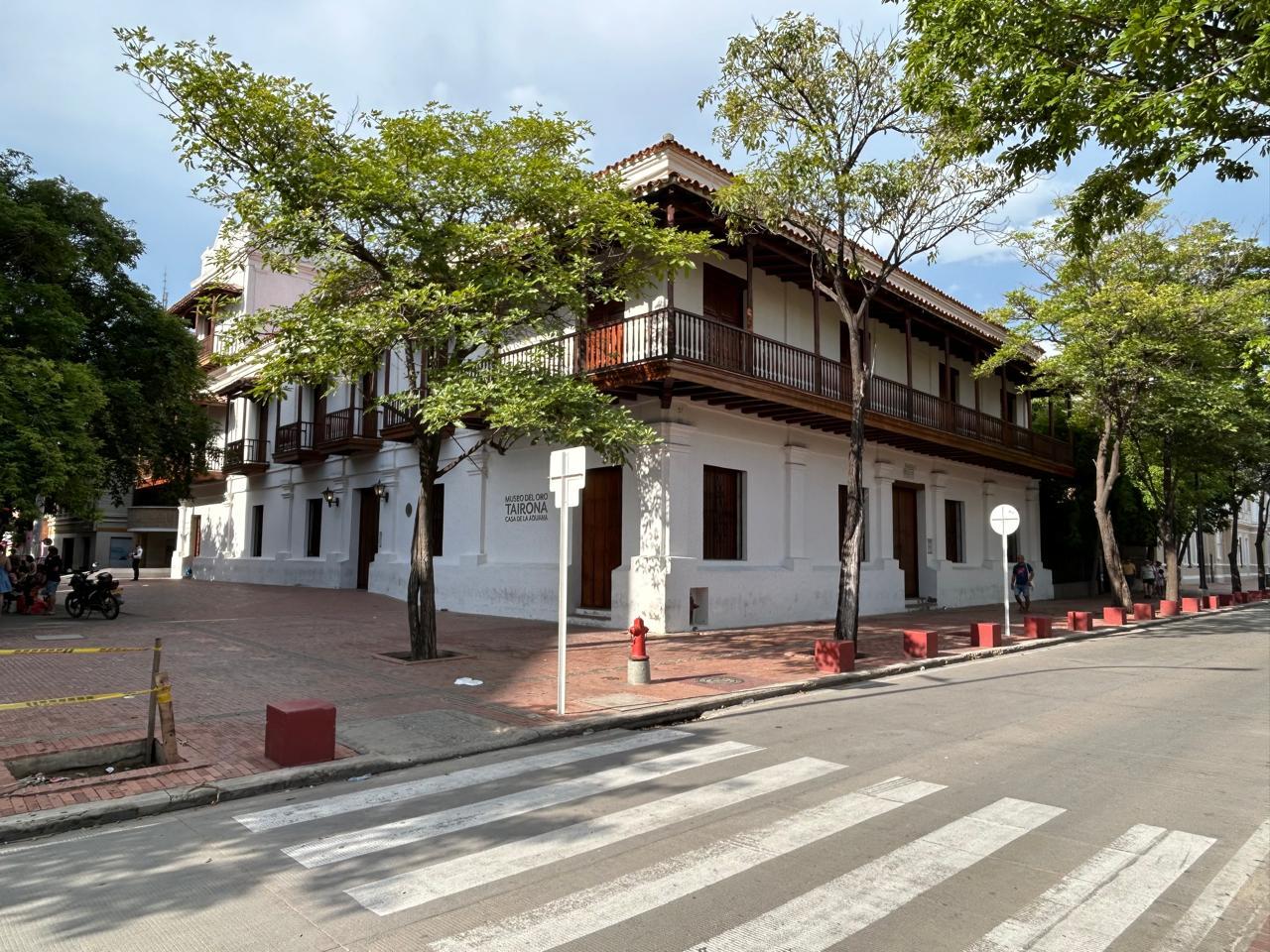
Casa de la Aduana, sede del Museo del Oro Tairona.

Durante esos años, Santa Marta tuvo muchas dificultades para consolidarse como centro urbano. Durante este periodo, la zona se caracterizó por el hacinamiento, las epidemias y las hambrunas y fue sobre todo un sitio de tránsito de conquistadores y otros aventureros que se desplazaron a América en busca de riquezas. La más importante fue la de Gonzalo Jiménez de Quesada, el fundador de Santafé de Bogotá, quien murió de lepra tras fracasar en su búsqueda de El Dorado. A su vez, el adelantado Pedro de Heredia pasó por el actual territorio de Santa Marta antes de fundar Cartagena.
Por su parte, la guerra de los españoles contra los taironas se prolongó por cerca de un siglo, entre 1501 y 1600. Ese año, el gobernador Juan Guiral Velón envió una expedición de 200 soldados que los derrotaron a finales de año. Más de setenta de sus caciques fueron condenados a muerte. Algunos de ellos, como el cacique Cuchacique, sufrieron muertes atroces. Los sobrevivientes fueron desplazados de sus tierras y obligados a pagar la campaña española.
Tras la ocupación definitiva del territorio, la atención del gobierno se concentró en la trata de esclavos en Cartagena y entonces Santa Marta se despobló y decayó. Al concluir el siglo XVI, se reducía a veinte casas y solo contaba con cerca de sesenta residentes. A su vez, los indígenas habían sido derrotados y los que sobrevivieron fueron obligados a construir pueblos en lugares planos y de fácil acceso desde Santa Marta.

### SiglosXVIIyXVIII
En el año 1600 el gobernador español organizó un contingente armado contra los indígenas confederados de Jeriboca, Mamatoco, Bonda, Masinga, Durama, Origua, Dibókaka, Donama, Masaka y Chengue.
Hacia 1619, el rey Felipe III nombró gobernador de Santa Marta a Francisco Martínez de Ribamontán Santander, de quien desciende por línea directa Francisco de Paula Santander. Hacia 1650 la ciudad tenía ocho manzanas y una veintena de casas de una sola planta. Sus calles eran estrechas y polvorientas y sus casas estaban construidas con ladrillo, barro y cañas, y estaban techadas con paja.
Durante los siglos XVII y XVIII continuaron las incursiones de los indígenas chimila y wayuu. A su vez, la ciudad sufrió decenas de ataques de piratas, que la saquearon y quemaron en varias ocasiones. Con tal fin, entre los siglos XVII y XVIII, las autoridades coloniales construyeron seis fuertes y dos veladeros.
Durante los últimos años de la Colonia la ciudad vio resurgir parte de su acervo arquitectónico con obras como la Catedral, la Casa de la Aduana y el Seminario San Juan Nepomuceno. A finales del siglo XVIII, la ciudad llegaba hasta la carrera Tercera y su población se elevaba a 3600 habitantes. Gran parte de las inversiones en infraestructura y comercio se concentraron en Cartagena, y Santa Marta vivió un relativo aislamiento.
En 1787, Carlos III emitió una Cédula Real en la que ordenaba la construcción del Cementerio San Miguel en las afueras de la ciudad. En 1808 se inauguró el de San Miguel en el antiguo camino a Gaira. Durante este periodo, las autoridades coloniales fallaron a favor de los indígenas y en contra de los intereses de los hacendados, lo que tuvo importantes repercusiones durante la Campaña del Magdalena y el resto de la Independencia.

### SigloXIX

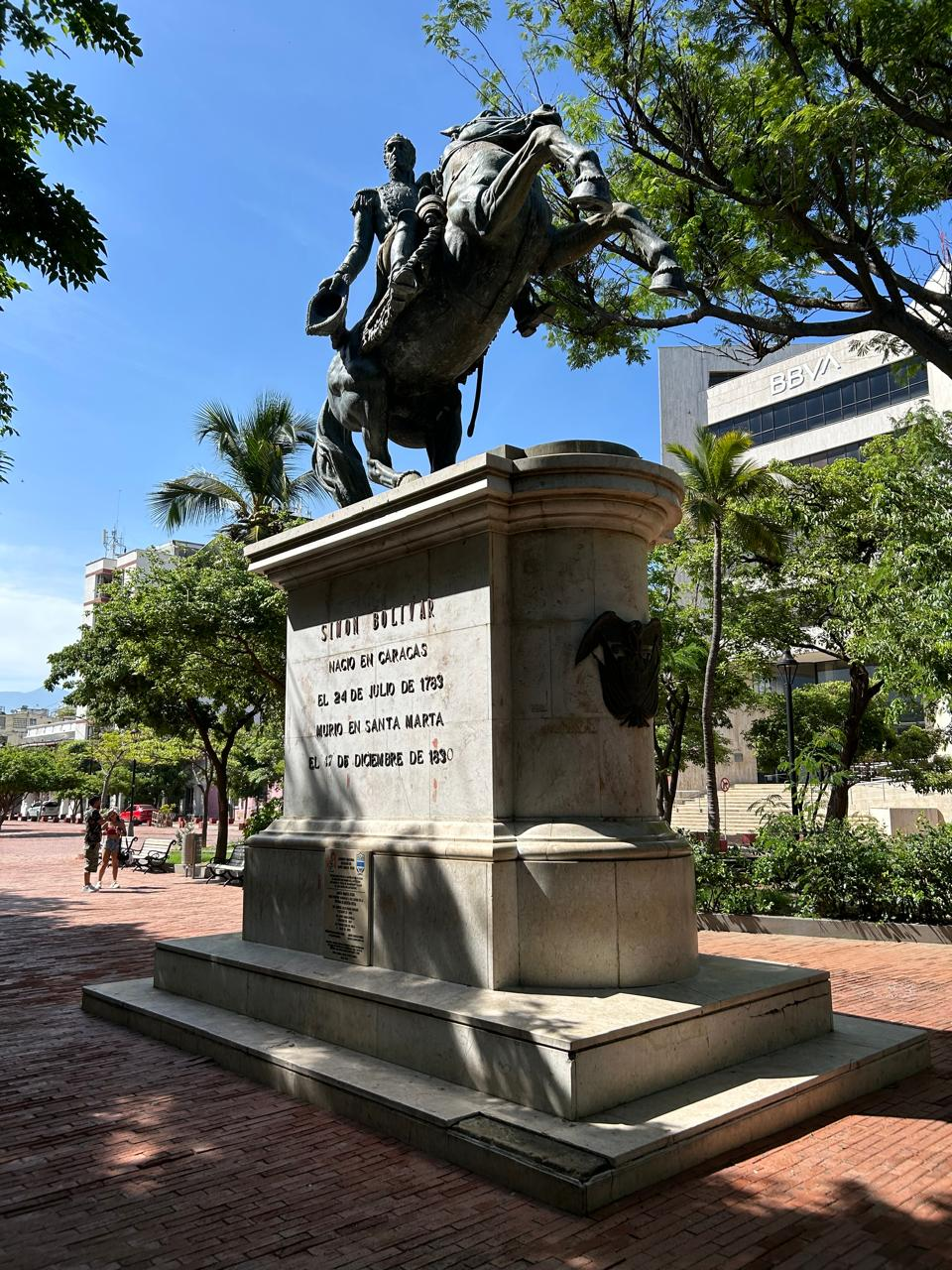
Estatua ecuestre de Bolívar en la plaza homónima

Durante la Independencia, a los criollos de Santa Marta los movió, sobre todo su rivalidad con Cartagena, y por ende los ejércitos bolivarianos, y a los indígenas la percepción de que las autoridades coloniales eran más ecuánimes con ellos que los criollos. El 6 de enero de 1813 se tomaron la ciudad al mando del general Pierre Labatut. Esto condujo a la destrucción de buena parte de Santa Marta, lo cual llevó a su vez a la Junta de la ciudad a apoyar la fuerza expedicionaria española encargada de la Reconquista.
De hecho, el 22 de julio de 1815, el general español Pablo Morillo y su Ejército realista entraron a la ciudad. Allí, El Pacificador le dio una medalla a todos los que defendieron la provincia de los intereses cartageneros. A su vez, desde allí organizó el sitio de Cartagena. El 11 de noviembre de 1820, al tomarse Santa Marta, las tropas independentistas dejaron 700 muertos y 400 heridos (en su gran mayoría indígenas reclutados por los españoles).
Aunque entre los años 1840 y 1870, la ciudad se convirtió en el principal puerto importador y exportador de la recién independizada Nueva Granada. En efecto, durante este periodo se desarrollaron importantes empresas transportadoras, como la Compañía de Vapores de Santa Marta. También comenzó el desarrollo de una red férrea regional, que no prosperó.
Sin embargo, durante el mismo lapso la población disminuyó, pues pasó de cerca de 6000 habitantes en 1835 a menos de 4500 en 1851. Esto se debió a varios eventos catastróficos, como el terremoto de 1834, la epidemia de cólera de 1849 y las inundaciones del río Manzanares de 1850, lo mismo que a la inestabilidad política y a las revoluciones que ocurrieron en la región durante este periodo.
El 1 de abril de 1848 la ciudad inauguró la Fuente de las cuatro caras en una antigua acequia de la plaza de Bolívar para conmemorar la abolición de la esclavitud en Colombia. A finales de siglo, la Sierra Nevada se convirtió en un importante centro de producción cafetera. Sin embargo, fue el banano el principal producto agrícola de la región; en 1899, cinco empresas conforman la United Fruit Company.

### SiglosXXyXXI
Durante las primeras décadas del siglo XX, el tabaco, el cacao y sobre todo el banano le trajeron prosperidad a la región y desencadenaron una oleada migratoria. La bonanza dejó en Santa Marta algunas construcciones republicanas como el Palacio de Justicia y otros inmuebles en las avenidas del Libertador y Santa Rita.
El 17 de abril de 1913, el gobernador José María Campo Serrano reportó los resultados de varias autopsias que indicaban "neumonía infecciosa"; a estos casos se sumaron otros en otras ciudades del Caribe colombiano y se teme que fueron casos de peste. A finales de ese año el gobierno nacional destinó 25 000 pesos para el saneamiento del puerto de Santa Marta y la creación de un laboratorio de bacteriología.
En 1928, una huelga de los obreros de las bananeras, del ferrocarril y del puerto terminó en una gran matanza en la plaza de Ciénaga a manos del Ejército al servicio de la United Fruit Company (actual Chiquita). Los obreros exigían mejores condiciones laborales y pagos en moneda corriente y no en vales de la compañía. La masacre dejó varios cientos de muertos a bala y fue denunciada en el Congreso por el político liberal Jorge Eliécer Gaitán y narrada por Gabriel García Márquez en Cien años de soledad. Durante las décadas siguientes la explotación bananera fue decayendo y a mediados de siglo se trasladó a Urabá, en Antioquia.
En los años 1950 comenzó a desarrollarse la industria turística con la construcción de hoteles en la playa de El Rodadero y de una carretera para comunicarlos con Santa Marta. En 1958 abrió sus puertas la Universidad del Magdalena y en 1964 se creó el Parque Tayrona, un parque natural de 15 000 hectáreas que va desde el nivel del mar hasta los 900 m s. n. m. En los años 1970 aparecieron los cultivos de marihuana, cuya explotación quedó en manos de grupos violentos mafiosos y que la escritora Laura Restrepo describió en su novela El leopardo al sol. Sus consecuencias negativas para el turismo sumieron a la región en una crisis de varias décadas.
Desde principios del siglo XXI, Santa Marta se convirtió en uno de los principales puertos carboneros del país. Entre 1994 y 2005, sus exportaciones pasaron de 2,3 millones de toneladas a 28 millones, es decir, más de la mitad del total nacional. Estas actividades tuvieron un daño ambiental severo que repercutió negativamente sobre el turismo. El 13 de enero de 2013, la Drummond Company vertió cerca de 500 toneladas de carbón a la bahía tras un incidente con una barcaza.
El 13 de marzo de 2017, se inauguró el nuevo aeropuerto Internacional Simón Bolívar. En noviembre del mismo año la ciudad organizó los XVIII Juegos Bolivarianos, que contaron con una cifra récord de participantes. En el marco de estas justas, se inauguraron instalaciones deportivas como el Estadio Sierra Nevada en el sector de Bureche, el Estadio Bolivariano de Béisbol, el estadio de Rugby, el Coliseo Mayor, un patinódromo, el Coliseo de Gaira, un complejo acuático y una pista para BMX.

## Toponimia y elementos identitarios
Cuando Bastidas recibió en 1524 la capitulación para crear una población en esta zona, a la región ya se le conocía como Santa Marta (el territorio no había sido conquistado aún), de hecho ya en 1519 cuando Gonzalo Fernández de Oviedo solicitó la autorización para poblarla, probablemente ya recibía ese nombre.
Debido a esto se considera que lo que más tarde sería llamado Provincia de Santa Marta o la bahía del mismo nombre fueron llamadas así durante el viaje de reconocimiento de Bastidas y Juan de la Cosa situado entre 1500 y 1502 y en el que pusieron nombre a otros lugares y accidentes geográficos de la costa norte colombiana. 
Es de aceptación general que el nombre de la ciudad fue puesto por su fundador, Rodrigo de Bastidas por el día en que ésta fue fundada, a saber el 29 de julio, día de Santa Marta. Según Antonio Julián: llegó felizmente á tomar puerto en la Provincia de su destino el 29 de Julio dia dedicado en honor de la gloriosa Santa Marta por cuya razón á la ciudad que luego fundó junto al Puerto puso el nombre de Santa Marta nombre que se extendió á toda la Provincia,... 

Bandera

 La bandera de Santa Marta es de dos colores: blanco y azul; el blanco, todos unidos sin rencores por esta tierra; el azul es el cielo, es el mar, es el horizonte mágico y plateado en las montañas.
La ciudad no tuvo del todo esclarecido su escudo de armas, debido en gran parte a las guerras internas, incendios, piratería y demás actos que la ciudad soportó durante la conquista e incluso la colonia. El primer escudo que usó la ciudad fue concedido por Felipe II de España Vigente de 1572. El segundo que se usó fue concedido por Carlos III.
Desde el mes de mayo de 1929, la Alcaldía de Santa Marta comenzó a usar en su papelería membretada el escudo del torreón y el barco con cuatro remos por considerarlo el más antiguo de los blasones que ha ostentado la ciudad. Sin embargo eso dejaba de lado a la Inmaculada Concepción que había sido otorgada por el monarca español en 1774, por lo que a partir de 1951 el gobierno municipal incluyó a la virgen en sus armas, tal cual se encuentra hoy día.

## División político-administrativa

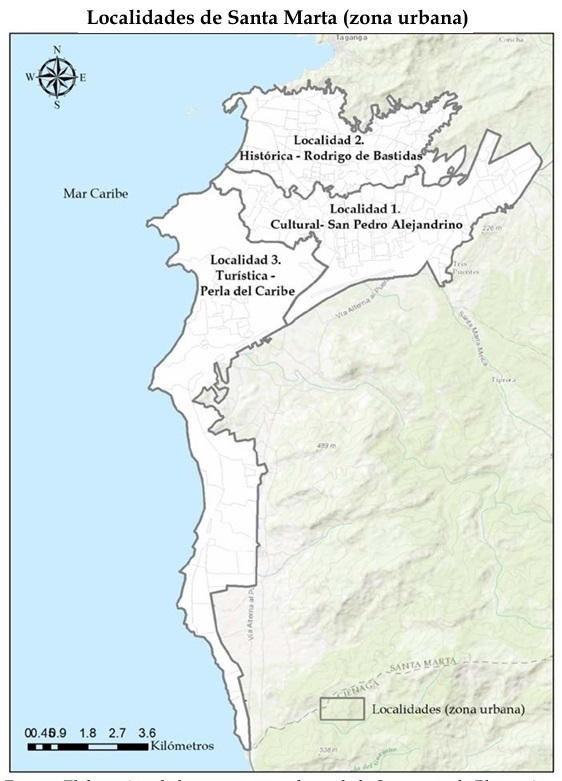
Localidades de Santa Marta - zona urbana.

Santa Marta es la capital del departamento de Magdalena. La segmentación territorial fue determinada en el Acuerdo 009 del 17 de julio de 2015. 
La estructura administrativa de las Localidades distritales de Santa Marta, depende de la Alcaldía Distrital, seguido por la Secretaría de Gobierno y la Oficina de Participación Comunitaria. Este estipula también el número de integrantes de las Juntas Administradoras Locales (JAL), coadministradoras de la gestión de los alcaldes locales.

### Localidades
Santa Marta tiene una división administrativa de tres localidades (que abarcan barrios, centros poblados y veredas):
| Localidad                                              | Barrios | Centros poblados |
| Localidad I (Cultural Tayrona - San Pedro Alejandrino) | 1 de mayo, Acacias, Boulevard de la 19, Cañaveral, Ciudadela 29 de Julio, Corea, Daniel Sánchez, El Piñón I y II, El Trébol, La Lucha, Las Américas, Las Colinas del Pando, Loma Fresca, Los Faroles, Los Laureles, Loteo Graciela Riascos, Manzanares, María Eugenia, Martinete, Murallas del Pando, El Pando, Pastrana, Privilegio, San José Del Pando, San Pablo, Urbanización Villas de Alejandría, Veinte de enero, Villa del Carmen, Villa del Mar, Villa Marbella, 20 de octubre, Av. Libertador - P. Mamatoco, Bolivariana, Conjunto Residencial Canarias, Cantilito I, II, III, IV, El Bosque, El Carmen, El Cisne, El Refugio, El Trébol, Invasión Nueva La Rosalía, Los Trupillos, Las Malvinas, Mamatoco, Nueva Colombia, Nueva Mansión, Nueva Venecia, Nuevo Milenio, Once de Noviembre, Quebrada M., Rodrigo Ahumada, Timayui I, II, III ,Tres Puentes, Urbanización Alejandrina, Urbanización Boulevard del Rio Urbanización Garagoa, Urbanización Villa del Mar, Villa Campo, Villa Dania, Villa Ely, Villa Italia, Villa Marina, Villa Mercedes, Villa Sara, Villa Toledo, Villa Trinidad, Villa U, Yucal 1 y 2,San Tropel, Acacias, Acodis, Altos Santa Cruz Andrea Carolina Asocom Corintio Curinca La Concepción II, III, IV y V, La Lucha, - 19 de abril, Líbano 2000, Los Nogales, Los Pinos, Luz del Mundo, Montpellier, Santa Clara, Alto de Santa Cruz, Santa Cruz, Santa Lucía, Tamacá, Tejares del Libertador, Urbanización, El Parque, Urbanización Mayorga, Villas de Santa Cruz, Philadelfia, Brisas de La Sierra, Zona Franca Industrial, Ciudad del Sol. | - Bonda - Buritaca - Cabañas de Buritaca - Calabazo - Cañaveral (Agua Fría) - Curvalito - Don Diego - El Tropito - Guachaca - Guacoche (La Llanta) - La Aguacatera - La Revuelta - Linderos - Los Cocos - Los Naranjos - Machete Pelao - Marquetalia (Palomino) - Mendihuaca - Nuevo Horizonte (San Rafael) - Nuevo Méjico - Paz del Caribe - Perico Aguao - Quebrada Valencia - San Tropel |
| Localidad II (Histórica - Rodrigo de Bastidas)         | Alambique, Bavaria, Bavaria, Reservado, Bellavista, Bolívar Boston, Centro, Centro Histórico, Costa Verde El Mayor, El Prado, El Pueblito, El Territorial, Urbanización Colon, La Esperanza, La Gran Vía, La Logia, La Tenería, Los Ángeles, Los Troncos, Minuto de Dios, Miramar, Obrero, Puerto Mosquito, Santa Cecilia, Santa Verónica, Taminaca 1 y 2, Tierra Baja, Trece de junio, Urbanización El Refugio, Villa del Rosario, Zona del Mercado Pueblito, Alfonso López, Almendro, Betania, César Mendoza, 20 de Julio, Barrio Obrero, Cristo Rey, Nacho Vives, El Pradito, El Recreo, Ensenada Juan XXIII 1 y 2, Olaya, Los Almendros, Manguitos, Miraflores, Olaya Herrera, Pescaito, San Fernando, San Jorge, San Martín, Urbanización Berlín, Urbanización Campo Alegre, Urbanización Guido, Urbanización Hábitat, Urbanización Pérez Dávila, Urbanización Riascos, Urbanización Veracruz, Veracruz, Altos de Santa Rita, El Olivo, 7 de Agosto, Los Alcázares, Alto Jardín, Andrea Doria, AV. Del Río (III Etapa) Av. Libertador, Boston, Caribe Inn, El Cundí, El Recreo, Elvira María, Jardín, Libertador, Los Cocos, Modelo, Municipal, Nueva Granada, Urbanización Las Delicias, Nuevo Jardín, Pepe Hurtado, Perehuétano, Porvenir, Postobón, Recreo, Salamanca, San Francisco, San José, Santa Catalina, Santa Catalina 2000, Santa Helena, Urb. Benjamín Alzate, Urbanización Autopista, Urbanización Bavaria Country, Urbanización Caracas, Urbanización El Río, Urbanización Elvia Mejía, Urbanización Guerrero, Urbanización Las Delicias, Urbanización Los Cerros, Urbanización Nuevo Jardín, Urbanización Pradera, Urbanización Reposo, Urbanización San Carlos, Urbanización Santa Elena, Urbanización Santa Rita, Urbanización Silvia Rosa, 17 de Diciembre, 8 de Diciembre, 8 de Febrero, 8 de Noviembre, Altos de Santa Rita ,Altos Delicias Altos Simón Bolívar, Altos Villa Concha, Balcones del Libertador, Bastidas Belén, Benjamín Alzate, Buenos Aires, Cardonales, Chimila 1 y 2, Divino niño, El Pantano, Esmeralda, Florida, Galán, Galicia, La Estrella, La Unión, Las Vegas, Los Fundadores, Luis R. Calvo, Miguel Pinedo, Nueva Galicia, Nuevo Armero Oasis, Ondas del Caribe, Pamplonita, Paraíso, Salamanca, Salvador, San Pedro Alejandrino, San Ramón, Santa Lucía, Santa Mónica, Santafé, Simón Bolívar, Tayrona 1 y 2 Urbanización Santa Lucía, Villa Aurora, Villa Betel, Villa del Carmen, Villa del Río. | - Taganga |
| Localidad III (Turística - Perla del Caribe)           | Brisas del Lago, Cerro Intermedio, Cerro La Llorona, Cerro La Virgen, Cerro M Cristal, Doce de Octubre, Eduardo Gutiérrez, El Carmen El Socorro, El Valle de Gaira, Gaira - Centro, La Magdalena, La Quemada, La Quinina, Pozos Colorados, Lago Dulcino, Las Colinas, Las Palmeras, Nueva Betel, El Rodadero Tradicional, Sarabanda, Vereda Mosquito, Villa Berlín, Villa Tanga, - Puente Arhuacos, Bella Vista, Bello, Sol, Cristalina, Cristo Rey, Don Jaca, Alto El Mango, Gauchovand, La Chivera, La Eva, La Paz, Limón, Los Lirios, Sircasia, Totumo, Villa Taroa, Vista del Mar, Vista Hermosa. | - Minca - Tigrera |

Además, Santa Marta tiene bajo su jurisdicción Ciudad Perdida - Teyuna. oficialmente como Resguardo Indígena.

## Geografía

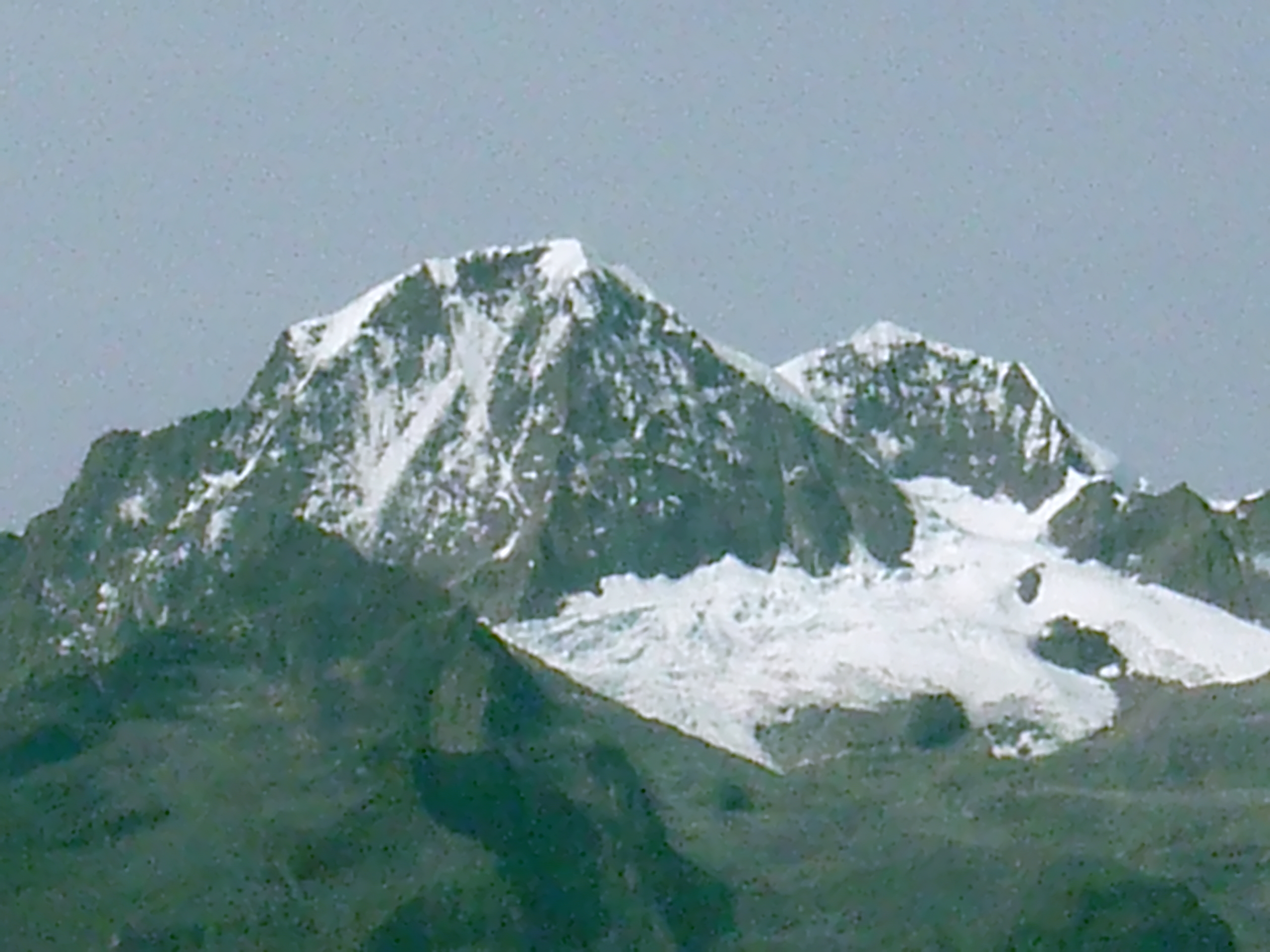
Pico Cristóbal Colón

La altitud promedio de la ciudad es de 2 m s. n. m. Sin embargo, en el territorio del municipio la altitud se eleva hasta los 5775 m s. n. m. en el Pico Cristóbal Colón, que es el más elevado de toda Colombia. Este se encuentra ubicado en la Sierra Nevada de Santa Marta, la cual es la zona montañosa costera más alta del mundo. 

El centro de la ciudad se encuentra a orillas de la bahía de Santa Marta sobre el mar Caribe, en las estribaciones de la Sierra Nevada de Santa Marta en el departamento del Magdalena. Esta se extiende desde punta Betín, frente al islote de El Morro, al norte, hasta punta Gaira, al sur de la zona colonial. 

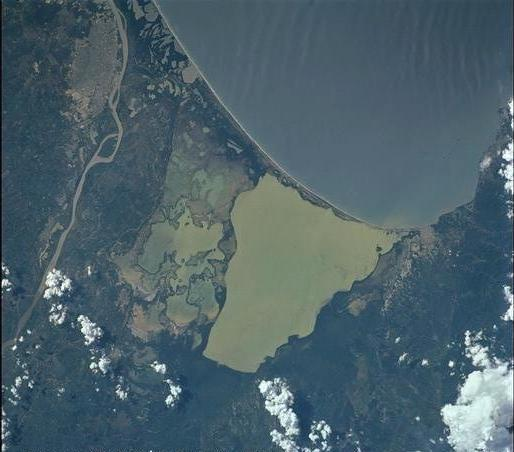
Vista satelital de Ciénaga Grande de Santa Marta

Aunque Punta Betín está hoy integrada al Puerto de Santa Marta, en el pasado albergó lugares relevantes en la historia del Barrio Norte de la ciudad, como las playas de Taganguilla, Ancón y Anconcito.
Aunque existen algunas viviendas informales en los cerros rocosos que conforman punta Betín, el centro histórico tradicional se organiza a partir de la Playa Central, que se extiende desde el puerto de la ciudad hasta la desembocadura del río Manzanares, al sur de la bahía. En Playa Central la pendiente de la plataforma es muy suave y cuenta con una pradera de hierba de tortuga en el llamado banco de Poveda.
En la Localidad III (Turística - Perla del Caribe) se extienden por el litoral hasta el Aeropuerto Internacional Simón Bolívar. De sur a norte, este incluye el cerro Ziruma, donde se encuentran punta Gaira, playa Blanca, playa Calderón y punta Cabeza de Negro. A su vez, incluyen la ensenada de Gaira, donde se encuentra el balneario de El Rodadero, la desembocadura del río Gaira, el sector de playa Salguero, cerca de punta Gloria. Además, incluye las playas de Pozos Colorados y del sector de Don Jaca, que corresponden a aproximadamente la mitad del litoral samario.

### Límites municipales
Santa Marta está delimitada por los siguientes municipios de su propio departamento excepto al oriente con el de La Guajira y el resto al Mar Caribe:
| Noroeste: Mar Caribe | Norte: Mar Caribe                           | Nordeste: Mar Caribe                                       |
| Oeste: Mar Caribe    |                                             | Este: Dibulla ( La Guajira) (Sierra Nevada de Santa Marta) |
| Suroeste: Ciénaga    | Sur: Ciénaga (Sierra Nevada de Santa Marta) | Sureste: Aracataca (Sierra Nevada de Santa Marta)          |

### Clima

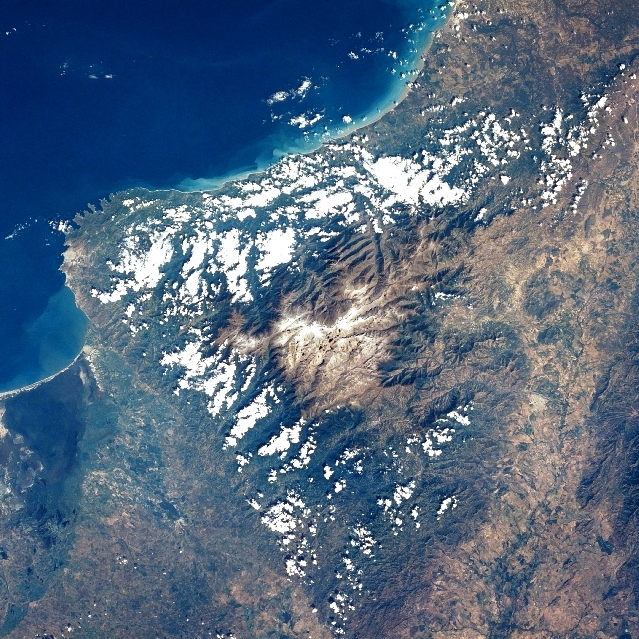
Vista satelital de la Sierra Nevada de Santa Marta

La temperatura media es de 28.3 °C, y su temperatura mínima promedio de 24 °C y máxima promedio de 33 °C. En el casco urbano predomina un clima semiárido cálido tropical BShx en la clasificación climática de Köppen, y por la diferencia en la topografía de los demás territorios del municipio se dan todos los pisos térmicos, y varios tipos de vegetación, como húmeda tropical, seca y de montaña a solo unos pocos kilómetros una de otra en la zona que comprende este macizo montañoso, dando como resultado la ciudad con mayor biodiversidad del mundo.

Los principales meses de lluvia son junio, julio, septiembre y octubre, y los más secos son desde diciembre hasta abril. La precipitación es escasa, de unos 615 mm anuales.

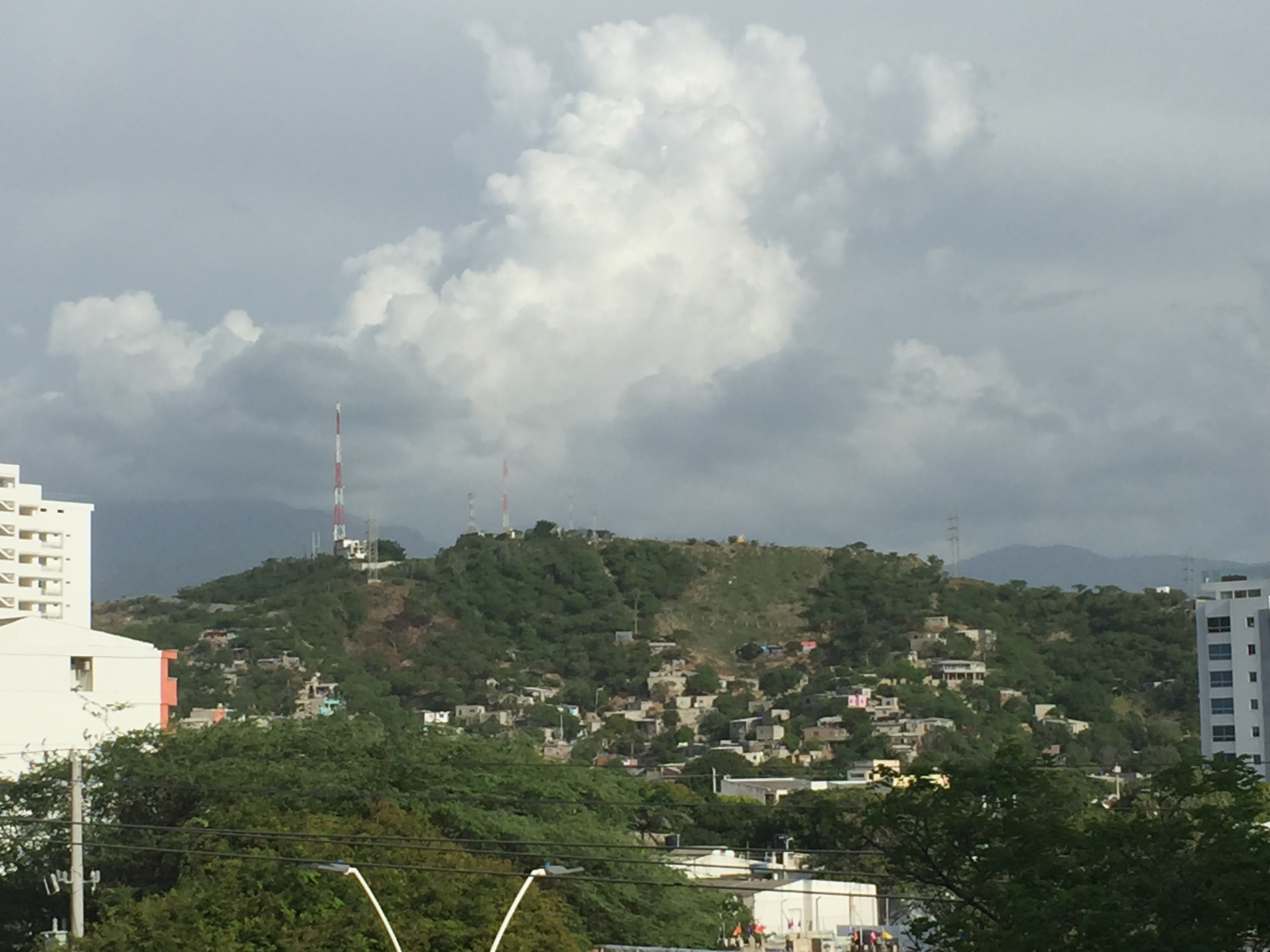
Santa Marta durante los días de lluvia

| Parámetros climáticos promedio de Santa Marta (Aeropuerto Internacional Simón Bolívar), normales 1981-2010 | Parámetros climáticos promedio de Santa Marta (Aeropuerto Internacional Simón Bolívar), normales 1981-2010 | Parámetros climáticos promedio de Santa Marta (Aeropuerto Internacional Simón Bolívar), normales 1981-2010 | Parámetros climáticos promedio de Santa Marta (Aeropuerto Internacional Simón Bolívar), normales 1981-2010 | Parámetros climáticos promedio de Santa Marta (Aeropuerto Internacional Simón Bolívar), normales 1981-2010 | Parámetros climáticos promedio de Santa Marta (Aeropuerto Internacional Simón Bolívar), normales 1981-2010 | Parámetros climáticos promedio de Santa Marta (Aeropuerto Internacional Simón Bolívar), normales 1981-2010 | Parámetros climáticos promedio de Santa Marta (Aeropuerto Internacional Simón Bolívar), normales 1981-2010 | Parámetros climáticos promedio de Santa Marta (Aeropuerto Internacional Simón Bolívar), normales 1981-2010 | Parámetros climáticos promedio de Santa Marta (Aeropuerto Internacional Simón Bolívar), normales 1981-2010 | Parámetros climáticos promedio de Santa Marta (Aeropuerto Internacional Simón Bolívar), normales 1981-2010 | Parámetros climáticos promedio de Santa Marta (Aeropuerto Internacional Simón Bolívar), normales 1981-2010 | Parámetros climáticos promedio de Santa Marta (Aeropuerto Internacional Simón Bolívar), normales 1981-2010 | Parámetros climáticos promedio de Santa Marta (Aeropuerto Internacional Simón Bolívar), normales 1981-2010 |
| Mes | Ene. | Feb. | Mar. | Abr. | May. | Jun. | Jul. | Ago. | Sep. | Oct. | Nov. | Dic. | Anual |
| --- | --- | --- | --- | --- | --- | --- | --- | --- | --- | --- | --- | --- | --- |
| Temp. máx. abs. (°C)                                                                                       | 37.0 | 38.2 | 37.0 | 37.6 | 37.4 | 37.4 | 37.8 | 37.4 | 37.2 | 36.2 | 38.2 | 37.6 | 38.2 |
| Temp. máx. media (°C)                                                                                      | 33.0 | 33.6 | 33.8 | 33.6 | 32.9 | 33.0 | 33.0 | 32.8 | 32.5 | 32.1 | 32.1 | 32.4 | 32.9 |
| Temp. media (°C)                                                                                           | 27.4 | 27.9 | 28.4 | 28.9 | 29.1 | 29.1 | 28.8 | 28.6 | 28.3 | 27.9 | 27.8 | 27.5 | 28.3 |
| Temp. mín. media (°C)                                                                                      | 22.3 | 23.2 | 24.2 | 25.3 | 25.5 | 25.1 | 24.6 | 24.5 | 24.3 | 24.2 | 23.8 | 22.7 | 24.1 |
| Temp. mín. abs. (°C)                                                                                       | 17.4 | 18.3 | 20.0 | 19.0 | 18.0 | 19.0 | 18.0 | 18.0 | 17.0 | 17.0 | 17.0 | 18.0 | 17.0 |
| Lluvias (mm)                                                                                               | 3.1 | 2.0 | 12.3 | 44.1 | 55.4 | 60.7 | 59.6 | 70.0 | 98.3 | 111.0 | 73.5 | 15.2 | 615.3 |
| Días de lluvias (≥ )                                                                                       | 0 | 1 | 1 | 3 | 7 | 9 | 10 | 13 | 13 | 13 | 8 | 2 | 80 |
| Horas de sol                                                                                               | 285.2 | 248.6 | 251.1 | 228.0 | 223.2 | 228.0 | 232.5 | 220.1 | 201.0 | 204.6 | 219.0 | 269.7 | 2811.0 |
| Humedad relativa (%)                                                                                       | 74 | 72 | 72 | 74 | 76 | 76 | 77 | 78 | 79 | 80 | 79 | 76 | 76 |
| Fuente: Instituto de Hidrologia Meteorología y Estudios Ambientales                                        | | | | | | | | | | | | | |

### Hidrografía

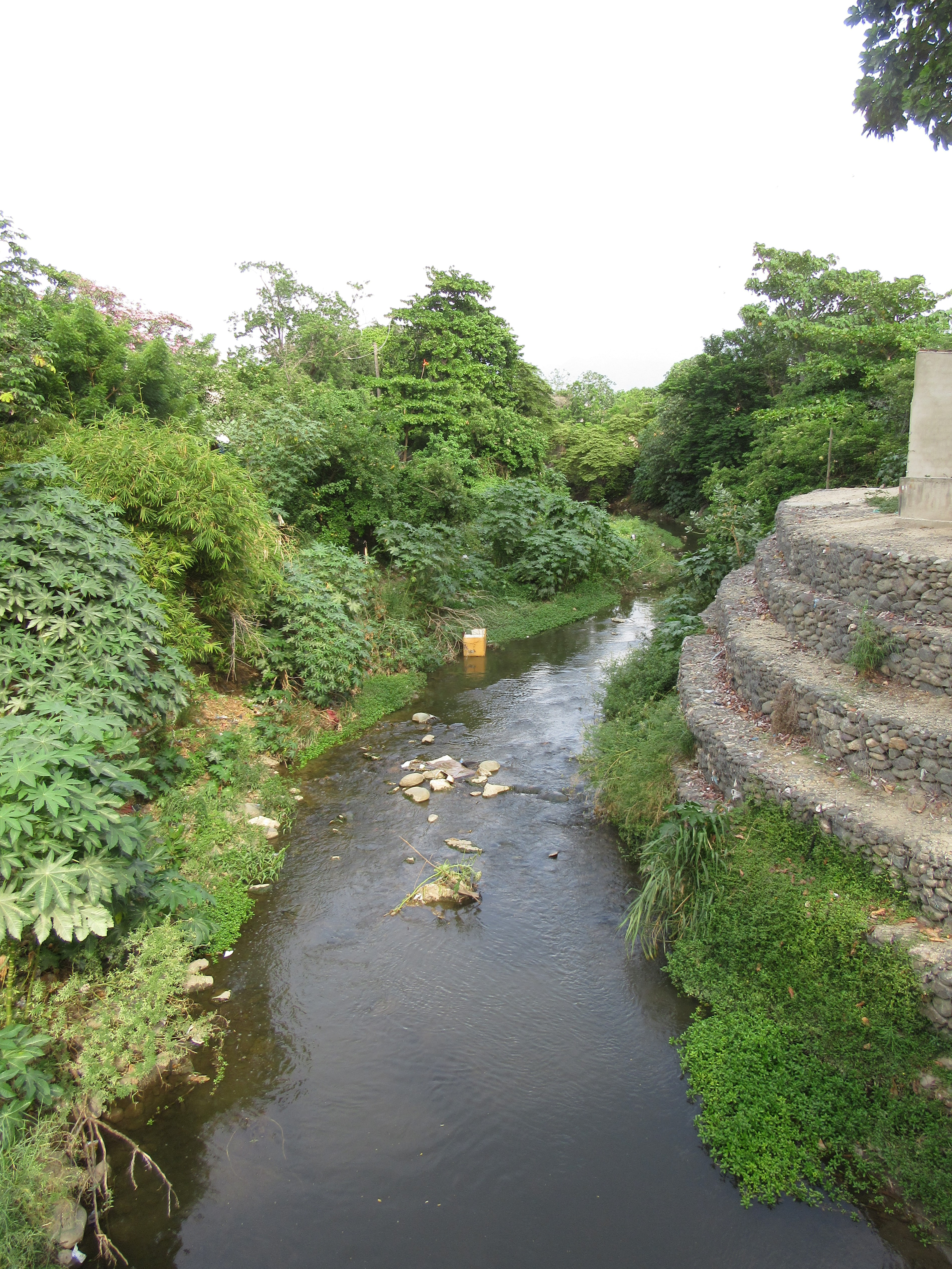
Río Manzanares

La ciudad es atravesada por los ríos Manzanares y Gaira, que se originan en las faldas de la Sierra Nevada de Santa Marta y desembocan en la bahía de Santa Marta en las playas conocidas popularmente como Los Cocos, y Puerto Gaira, respectivamente. Asimismo en su origen y primer tramo al río Manzanares se le llama río Bonda cuya agua es apta para bañistas. 
A medida que fluye hacia el área urbana, luego de pasar por Mamatoco el río continúa su curso cerca de la quinta de San Pedro Alejandrino, los barrios que bordean la parte sur de la Avenida del Río y para cuando entra en la calle 30, ya ha recibido las aguas de la quebrada Tamacá, finalmente en la última parte de su recorrido transita por el barrio del mismo nombre.
El Manzanares que en algún momento proveyera de agua limpia a los primeros colonos, es hoy un icono en la ciudad de desequilibrio ambiental debido a la erosión de su ribera y a la contaminación.
El río Gaira en su parte baja recorre la Localidad III (Turística - Perla del Caribe) en el sur. En su parte alta recorre el centro poblado de Minca, en el que también se encuentra el río Minca.
Otros ríos samarios son el Piedras, el Guachaca, el Mendihuaca, el Buritaca, el Don Diego y el Palomino, que hace de límite natural con el departamento de La Guajira, al este y al sur por los ríos Toribio y Córdoba el cual hace de límite natural en su último tramo con el municipio de Ciénaga.

### El Morro

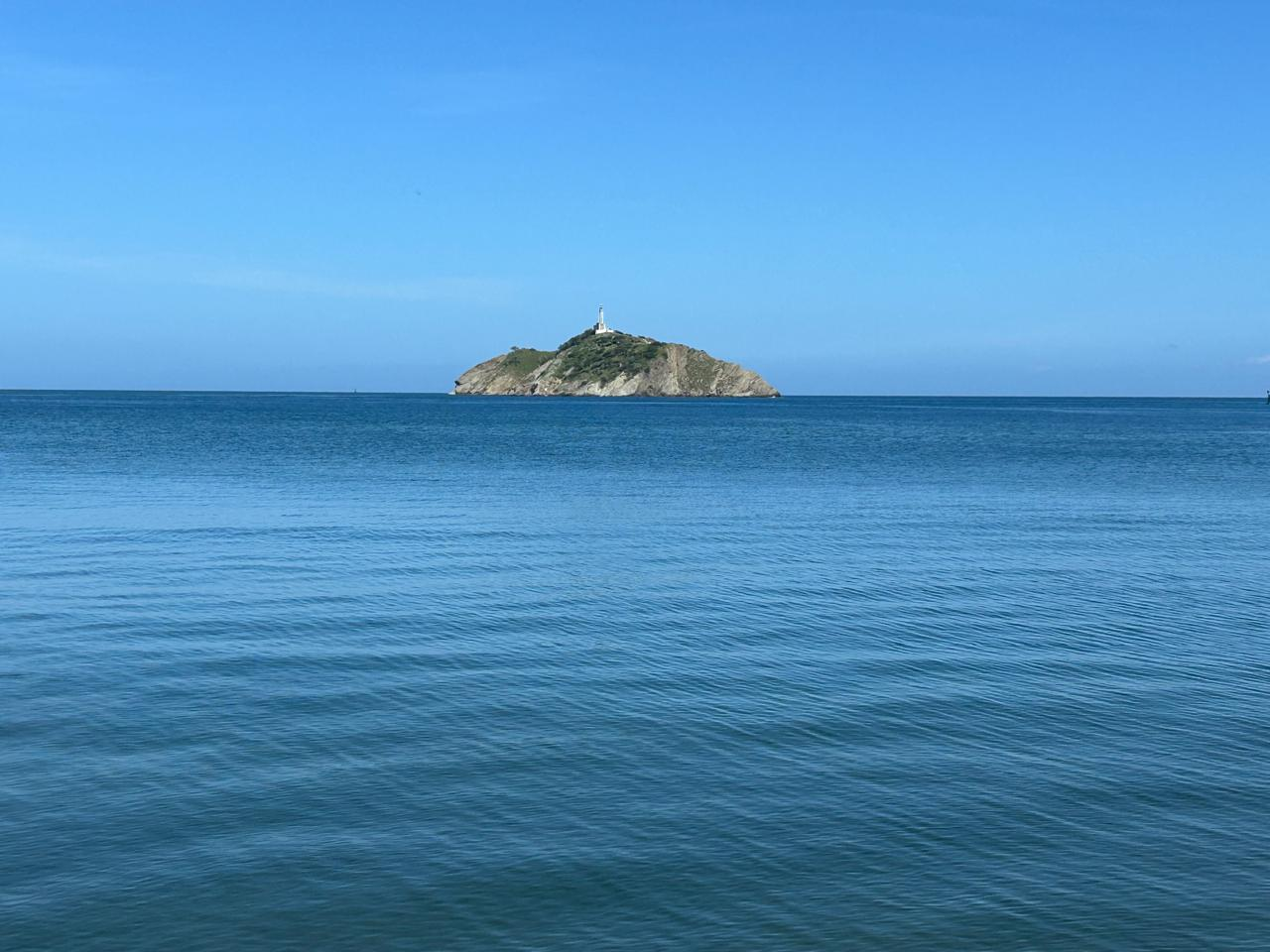
El Morro, islote ubicado frente a la bahía de Santa Marta

El islote del Morro, considerado sagrado para las etnias que habitan en la Sierra Nevada de Santa Marta, tiene cerca de 65 m de altura. Se originó debido a la erosión de las montañas inmersas en el mar.
Según historiadores de la ciudad, el Morro fue parte fundamental en la historia de la ciudad desde su fundación, ya que los conquistadores lo vieron como punto de referencia de la villa de Santa Marta. Fue utilizado en defensa de ataques piratas al construirse en él el fuerte del Morro.
Así lo documenta el historiador samario Arturo Bermúdez Bermúdez en su libro Piratas en Santa Marta:
"En 1739 el gobernador Juan Vera hizo colocar 2 baterías en el morro, una con cañones 10" y 12" y la otra con 4 cañones mediano. En 1743 el gobernador Juan Aristegui y Avilés construyó una batería y una trinchera en el morro. Más adelante el gobernador Gregorio Rosales Troncoso, siguiendo los planos de don Antonio Arévalo, construyó el fuerte del Morro con una batería alta al sur. El ingeniero Agustín Crame también trabajó en el Fuerte del Morro. Este fuerte tuvo acontecimientos destacados en la independencia y en la República".
Hoy el Morro es un sitio turístico de la ciudad, cuenta con un faro, de los pocos existentes, perteneciente a la capitanía de puertos.

## Demografía
Según el censo general del DANE de 2018 la población total de Santa Marta es de 499 192 habitantes.
Según las cifras presentadas por el DANE del censo 2018, los blancos y mestizos componen el 94,6 por ciento de la población, los afrodescendientes el 3,5 por ciento y los indígenas el 1,6 por ciento.

## Economía

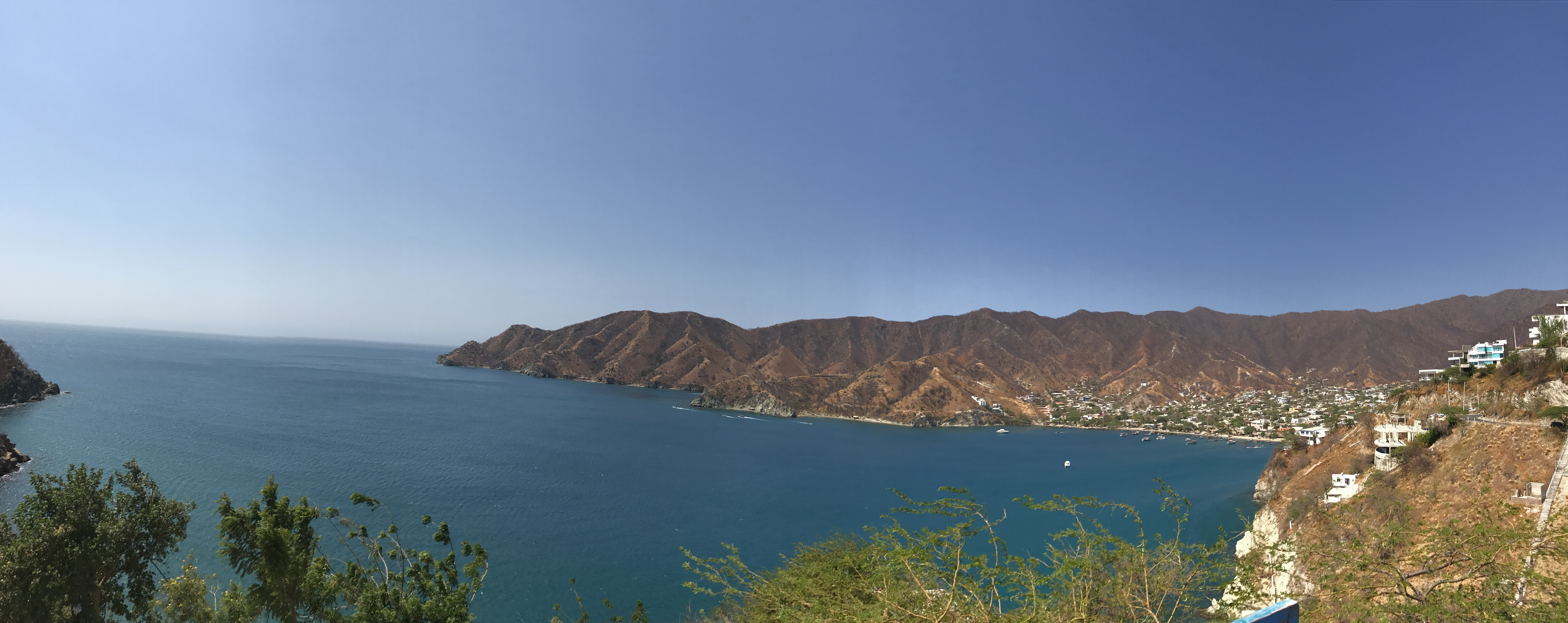
Taganga

La economía de Santa Marta se basa en el turismo, el comercio, la actividad portuaria, la pesca y la agricultura, en ese mismo orden. El Distrito mantiene una producción agrícola de 16 053 toneladas, cultivadas en un área de 44 051 hectáreas. Los principales productos agrícolas son: banano, café, cacao, frutales y yuca.
Cuenta con cuatro centros comerciales principales como Arrecife, Zazué, Buenavista y Ocean Mall, así como otros de importancia media o baja como Tesoro del Mar, Prado Plaza, Las Olas o el Mall Estación San Pedro.

### Turismo

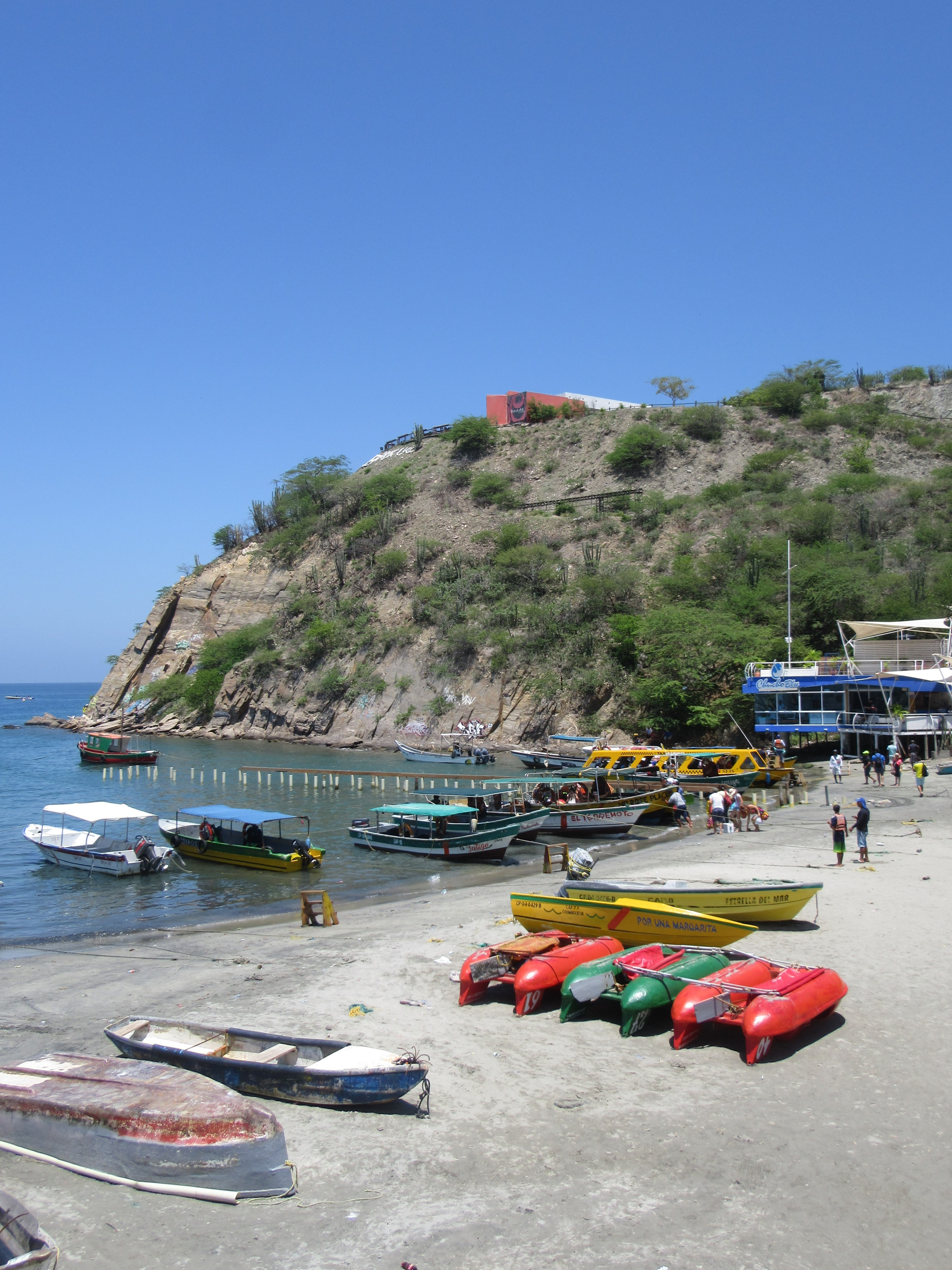
Balneario El Rodadero.

Santa Marta se conoce como La Perla de América desde que el padre Antonio Julián le dio ese nombre en siglo XVIII. Su actual eslogan de promoción turística es La magia de tenerlo todo. Además de varias playas y de sitios de valor histórico, cuenta con la Sierra Nevada de Santa Marta, que cuenta con sitios arqueológicos como Ciudad Perdida, situado entre los 900 y los 1200 m s. n. m.
Por el sur, separado de la bahía de Santa Marta por el cerro Ziruma se encuentra la playa de El Rodadero. Esta ocupa una posición privilegiada en la ensenada de Gaira y es la zona de mayor nivel socioeconómico de Localidad III (Turística - Perla del Caribe). La playa se encuentra a 5 km al sur del centro de Santa Marta y está conectada con ella por la avenida Hernández Pardo. 
Por el norte, detrás de los cerros de Pescaíto se encuentra a su vez la playa turística de Taganga. Esta es a su vez usada como puerto de partida Parque Tayrona, una reserva forestal situada a 34 km de la ciudad con alturas desde el nivel del mar hasta los 900 m s. n. m. Al occidente del parque, en el kilómetro 56 vía a Riohacha, se encuentra quebrada Valencia, un pequeño río que forma una serie de cascadas de gran altura y de pozos (piscinas naturales). Es considerada una reserva natural y cuenta con una gran variedad de fauna y flora.

## Infraestructura

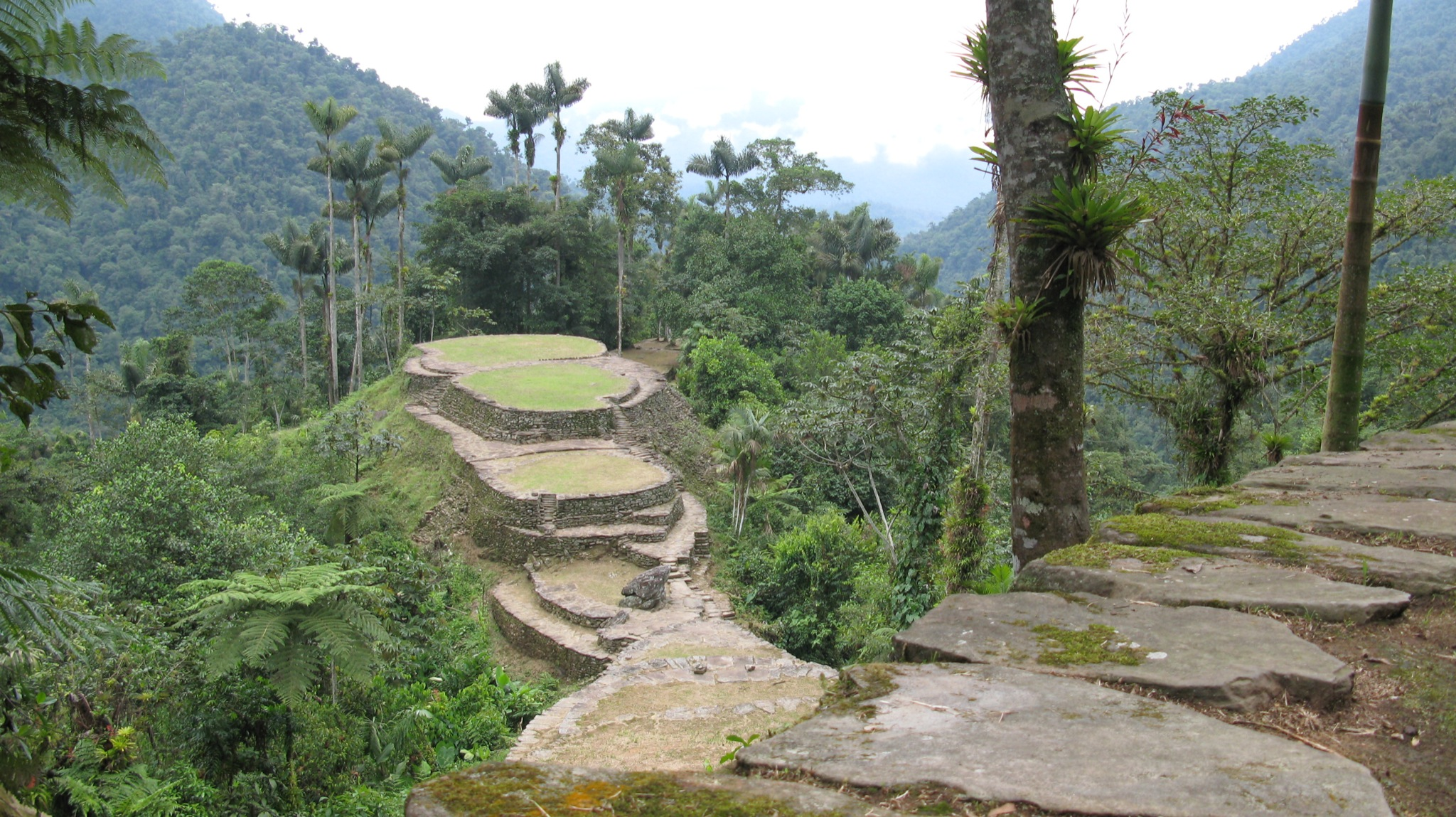
Terrazas precolombinas en los cerros de Ciudad Perdida

Santa Marta es un puerto gracias a su ubicación geográfica pues posee un calado natural que beneficia el transcurso y los abordajes de los barcos, además de ser el puerto más profundo del continente americano y uno de los más seguros del mundo, lo cual contribuye a la economía de la región. La Sociedad Portuaria de Santa Marta es la organización encargada de los puertos.
Desde 2007 se han realizado obras de adecuación y reconstrucción del centro histórico de la ciudad y de infraestructura en el puerto con miras a los Tratados de Libre Comercio.

## Medios de comunicación

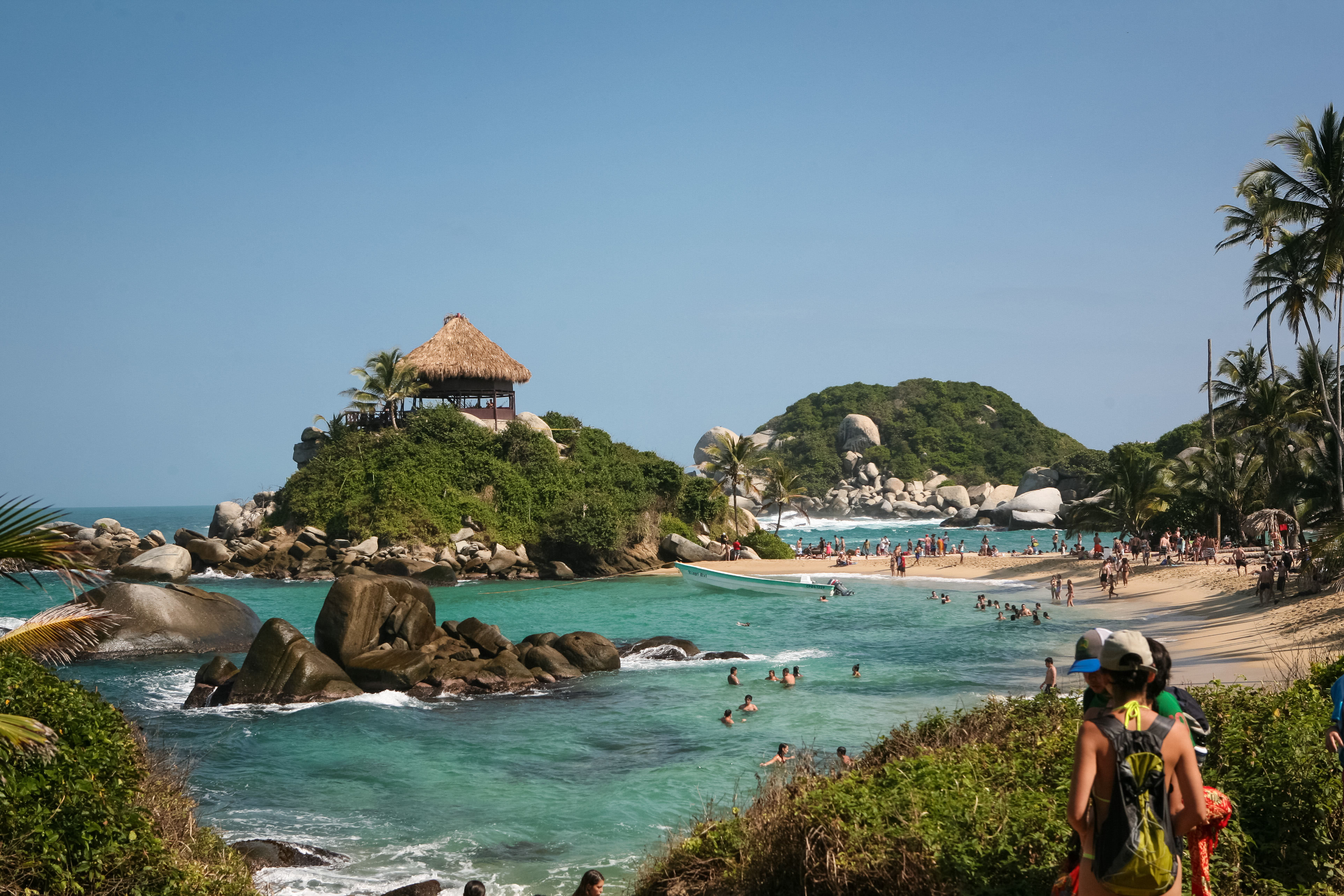
Cabo San Juan en el parque Tayrona

### Televisión
Desde 1986, la costa Caribe colombiana cuenta con el canal regional de televisión Telecaribe. A mediados de 2014 se convirtió en el primer canal regional de Colombia en emitir contenidos en alta definición (HD) a través de la Televisión Digital Terrestre, los tres canales privados nacionales (Canal RCN, Caracol Televisión y Canal 1) y Dos canales públicos (Señal Colombia y Canal Institucional), disponibles tanto en su señal Análoga como por la Televisión Digital Terrestre en el estándar DVB-T2.

### Radio
En Santa Marta transmiten diversas emisoras en AM y FM, tanto locales como nacionales, las cuales mantienen informada a la opinión pública y ofrecen una variada programación musical.

### Prensa
En la ciudad circulan periódicos de tirada local y nacional, todos matutinos: El Informador, Diario del Magdalena, Qhubo, y los periódicos de distribución nacional El Tiempo, con un tiraje especial para la Región Caribe, y El Espectador.

## Transporte

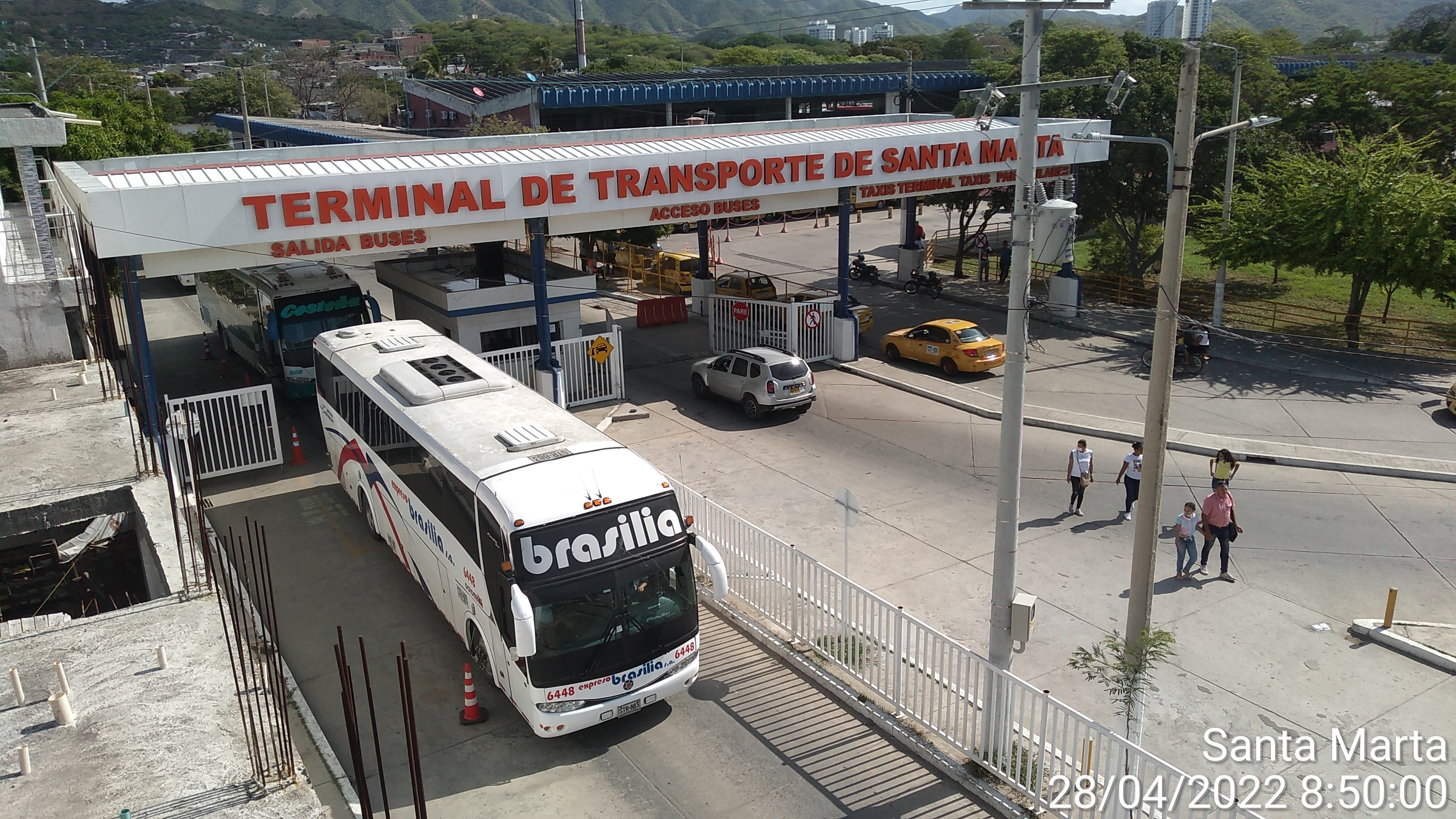
Terminal de Buses
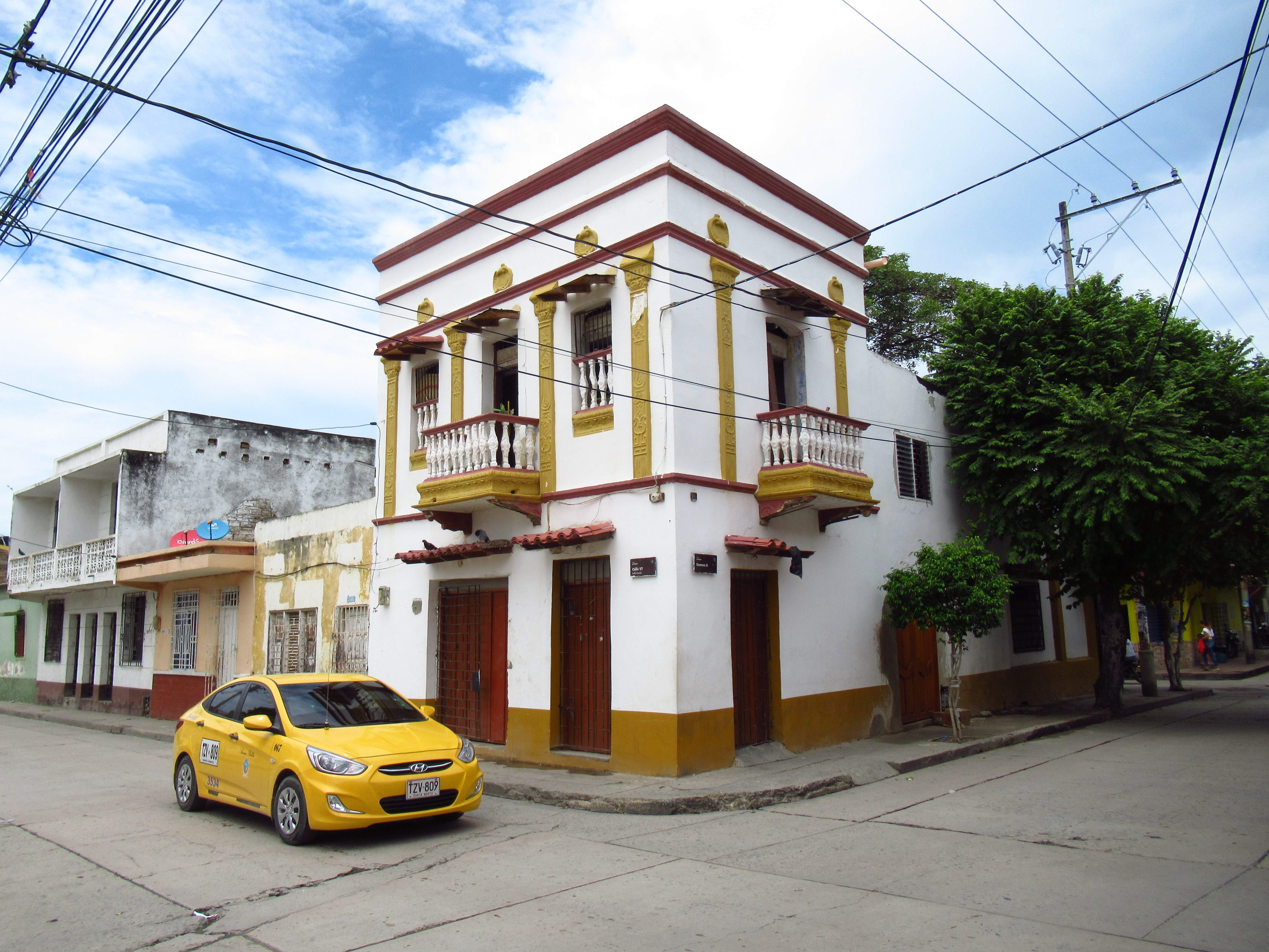
Taxi en el centro histórico
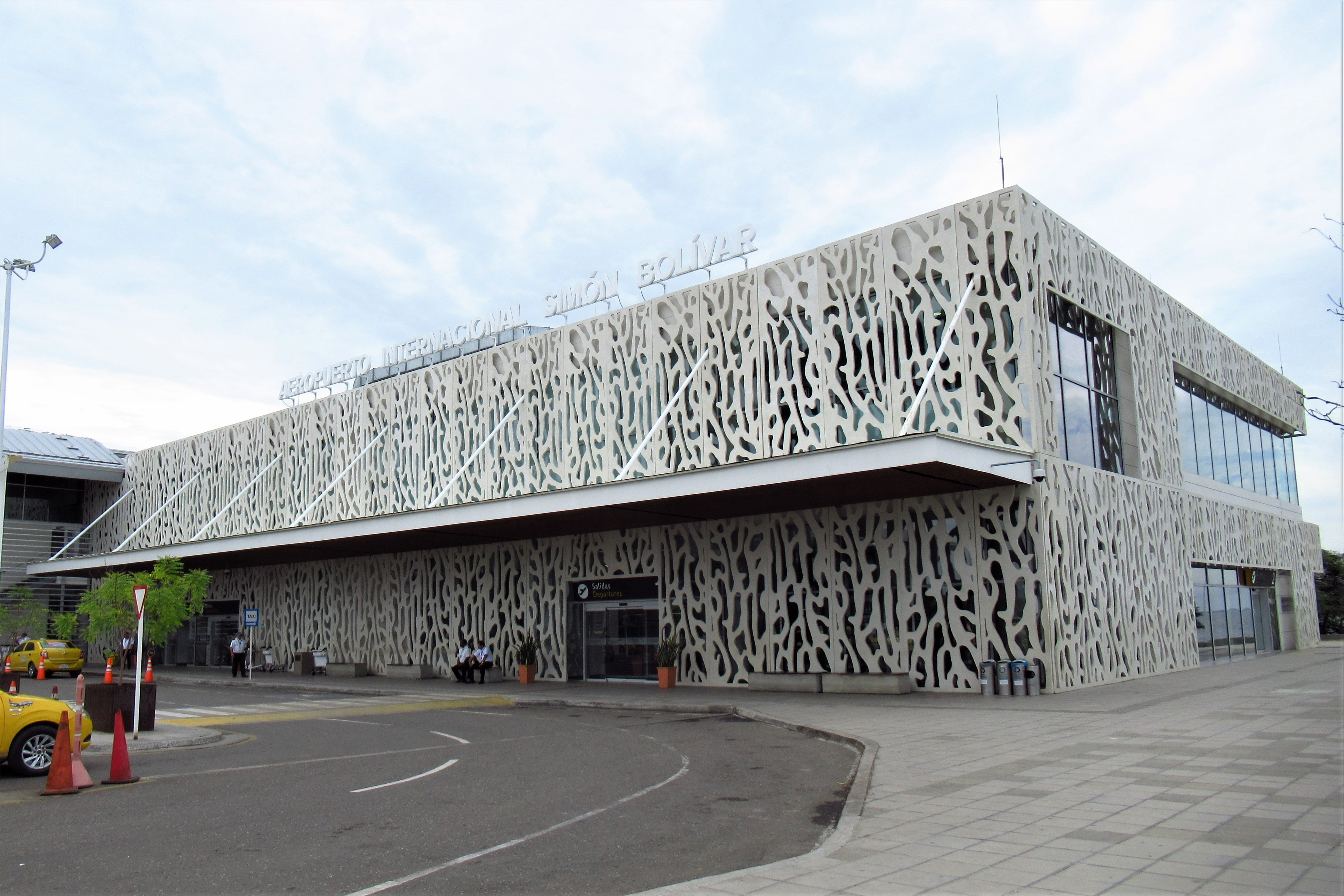
Aeropuerto Internacional Simón Bolívar
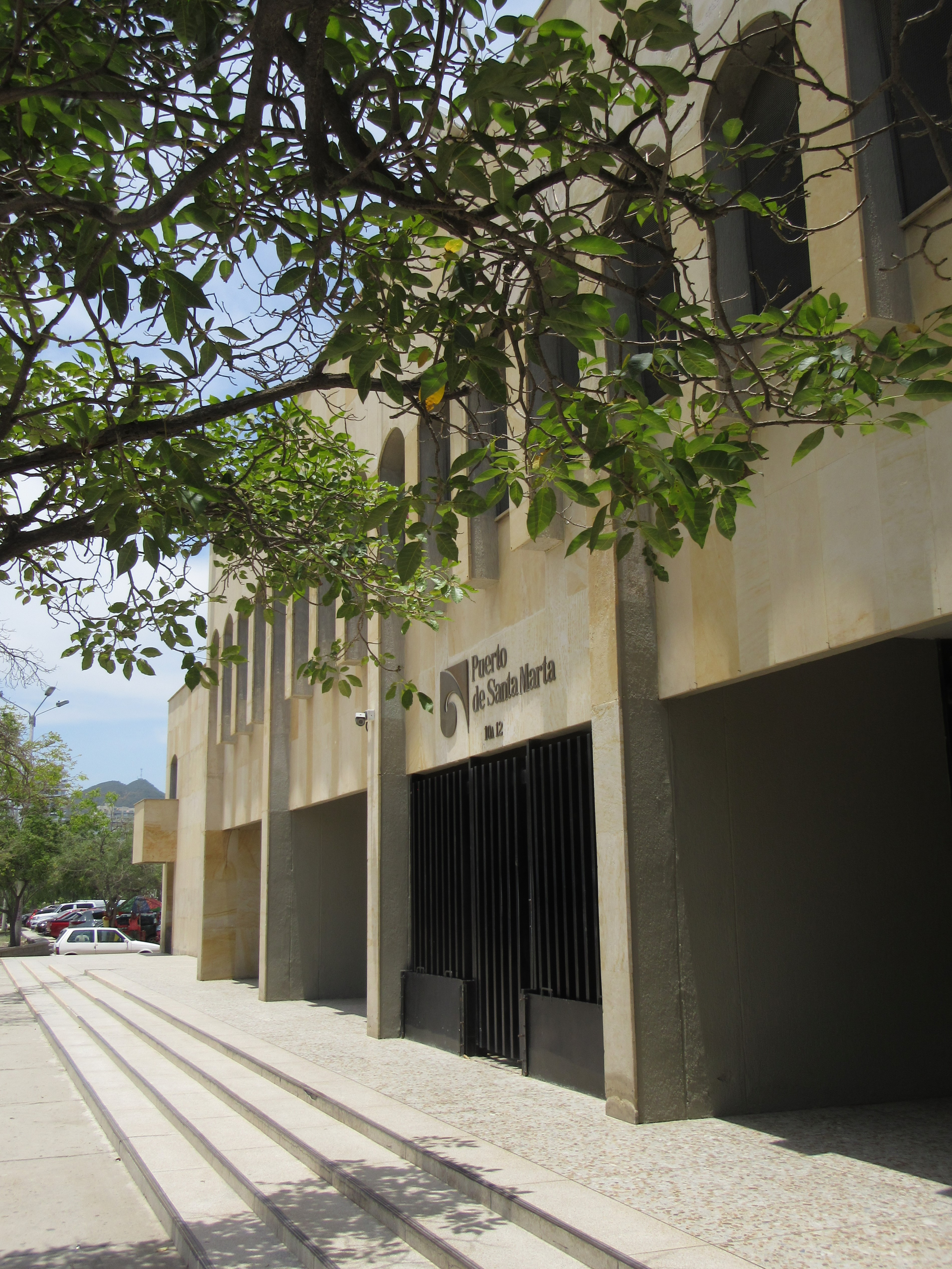
Sociedad Portuaria de Santa Marta
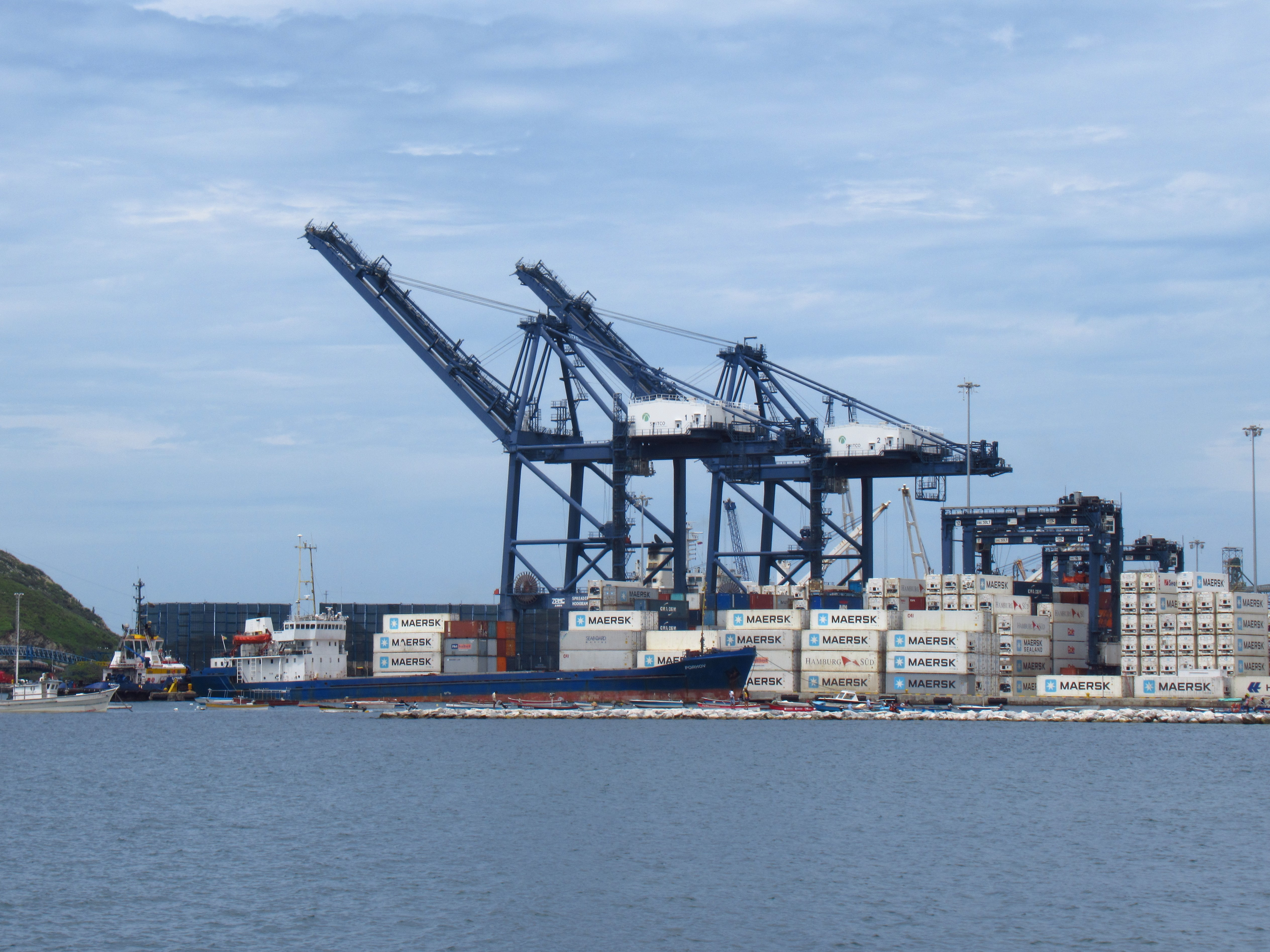
Contenedores y grúas en el puerto

### Terrestre
Para llegar a la ciudad la vía principal es la carretera Troncal del Caribe que hacia el noroeste comunica con Riohacha (165 km) y por el sudoeste con Barranquilla (93 km) y Cartagena (209 km); igualmente se comunica por la Troncal del Magdalena  con las capitales de los departamentos y numerosas ciudades del interior del país. La terminal de transportes terrestres que le sirve tanto a la ciudad como a municipios vecinos.
las principales vías urbanas son la avenida del Libertador, la avenida del Río y la avenida Santa Rita (calle 22) que van de oriente a occidente; las carreras 1.ª, 2.ª, 5.ª, la 19, la avenida Hernández Pardo que va en dirección al Rodadero y la avenida del ferrocarril, en sentido norte-sur. Existen varias empresas encargadas del transporte público.
Los taxis de servicio público se identifican por ser de color amarillo, para estos una carrera mínima cuesta alrededor de $5000. A partir del año 2008 se les exige a los taxis tener una lista de precios para todos los destinos dentro del perímetro urbano y fuera de este. 
Actualmente rigen para el Distrito de Santa Marta ciertas restricciones en materia de circulación. Para automotores particulares restringe la circulación y tránsito en el centro histórico entre las siete de la mañana y las siete de la noche según el último número de la placa. Para vehículos tipo motocicletas, restringe su circulación y tránsito en todo el Distrito en los horarios de 7:00 a. m. y 7:00 p. m. acorde al último número de placa. Restringir la circulación de vehículos tipo motocicletas, motocarros, mototriciclos y cuatrimotos en todo el Distrito en el 20 de cada mes. Además para los conductores de vehículos particulares, motocicletas y transporte de servicio público, se imponen ciertas restricciones sobre la circulación en el centro histórico.
El transporte público urbano es operado por el llamado Sistema Integrado de Transporte Unificado o STU antes llamado Transporte Urbano Samario o TUS, uno de los tantos proyectos de Sistemas Estratégicos de Transporte Público o SETP mediante 23 rutas operadas por las empresas Rodaturs, Cootransmag, Transportes Bastidas y Transportes Rodamas S.A.S. con aproximadamente más de 500 vehículos.

### Aéreo
A 16 km del centro de la ciudad se encuentra el aeropuerto Internacional Simón Bolívar (IATA: SMR, OACI: SKSM). La terminal recibe vuelos provenientes de Bogotá, Medellín, Cali, estas rutas son operadas por las aerolíneas Jet Smart, Avianca, LATAM Colombia y Wingo. El aeropuerto fue entregado en concesión en 2011.

### Marítimo
La Sociedad Portuaria de Santa Marta, que inició operaciones en 1993, es una empresa de economía mixta fundada por 60 empresas, entre las cuales se encontraban organizaciones bananeras, navieras, el departamento del Magdalena, el distrito de Santa Marta y otros empresarios. En la actualidad, es el operador portuario de la ciudad con autorización de la Superintendencia de Puertos.
La Sociedad Portuaria de Santa Marta cuenta con muelles en la bahía de Santa Marta que funcionan 24 horas al día todos los días del año. Cuenta con servicio de ferrocarril y la posibilidad de efectuar cargues y descargues directos en los muelles. El puerto se encuentra en el extremo noroccidental de la ciudad, enmarcado al norte por los cerros de San Martín y al occidente por el cerro Ancón y la ensenada de Tanganilla. En la bahía de Gaira termina el oleoducto del Zulia que tiene acondicionado un muelle monoboya petrolera.
En 2018, el movimiento portuario en la Zona Portuaria Santa Marta fue de 104,611 TEU ubicándose en el puesto 62 en la lista de actividad portuaria de América Latina y el Caribe.

### Férreo
El tren fue protagonista del comercio exterior y por ende del desarrollo de la economía Samaria entre 1892 y 1988. Una década más tarde se decide reactivar el uso de este medio de transporte, lo que trajo consigo la prestación de servicios de transporte de carga a distintos usuarios. El transporte ferroviario se ha consolidado en el norte de Colombia como uno de los medios más seguros y eficientes. Su importancia para la competitividad del país en el ámbito de la globalización es de tal magnitud que por este motivo el Gobierno nacional decide la ampliación de la capacidad de la línea entre los tramos de Chiriguaná y el Puerto de Santa Marta.
A partir del 2017, la línea entre Santa Marta y La Dorada entrará nuevamente en funcionamiento, siendo así, Santa Marta la pionera del transporte férreo en el país. Esta misma línea se tiene planeado que funcione para trenes de pasajeros y carga. [cita requerida]

## Educación

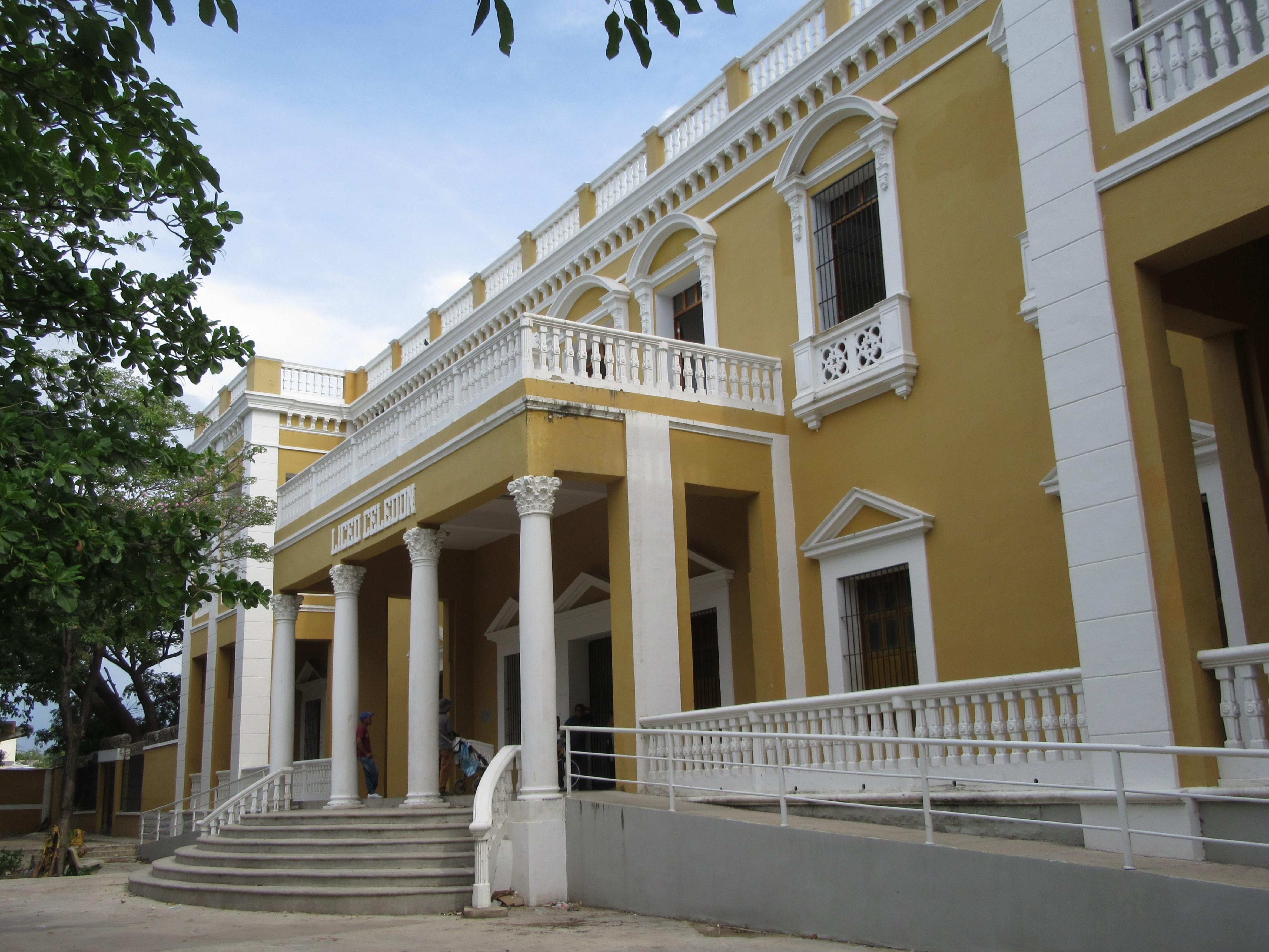
Liceo Celedón

Santa Marta cuenta con planteles educativos tanto de primaria como secundaria de carácter público como privado. La Universidad del Magdalena es la única pública. Fue fundada en 1958, es la más grande del departamento y una de las mejores universidades de la región Caribe de Colombia. Las universidades privadas en la ciudad están la Universidad Sergio Arboleda, la Universidad Autónoma de Colombia, la Universidad de Bogotá Jorge Tadeo Lozano, la Universidad Cooperativa de Colombia, Universidad Antonio Nariño y la Corporación Unificada Nacional de Educación Superior (CUN). También cuenta con dos sedes del Sena, Sena Comercial (en avenida Ferrocarril) y Sena Industrial y Sena Agropecuario (en Gaira).
Existen sedes de la UNAD, de la Universidad del Norte y la Corporación Universitaria Remington. El Banco de la República tiene una biblioteca y hay sedes del Centro Colombo-Americano y de la Allianza francesa.  

## Cultura

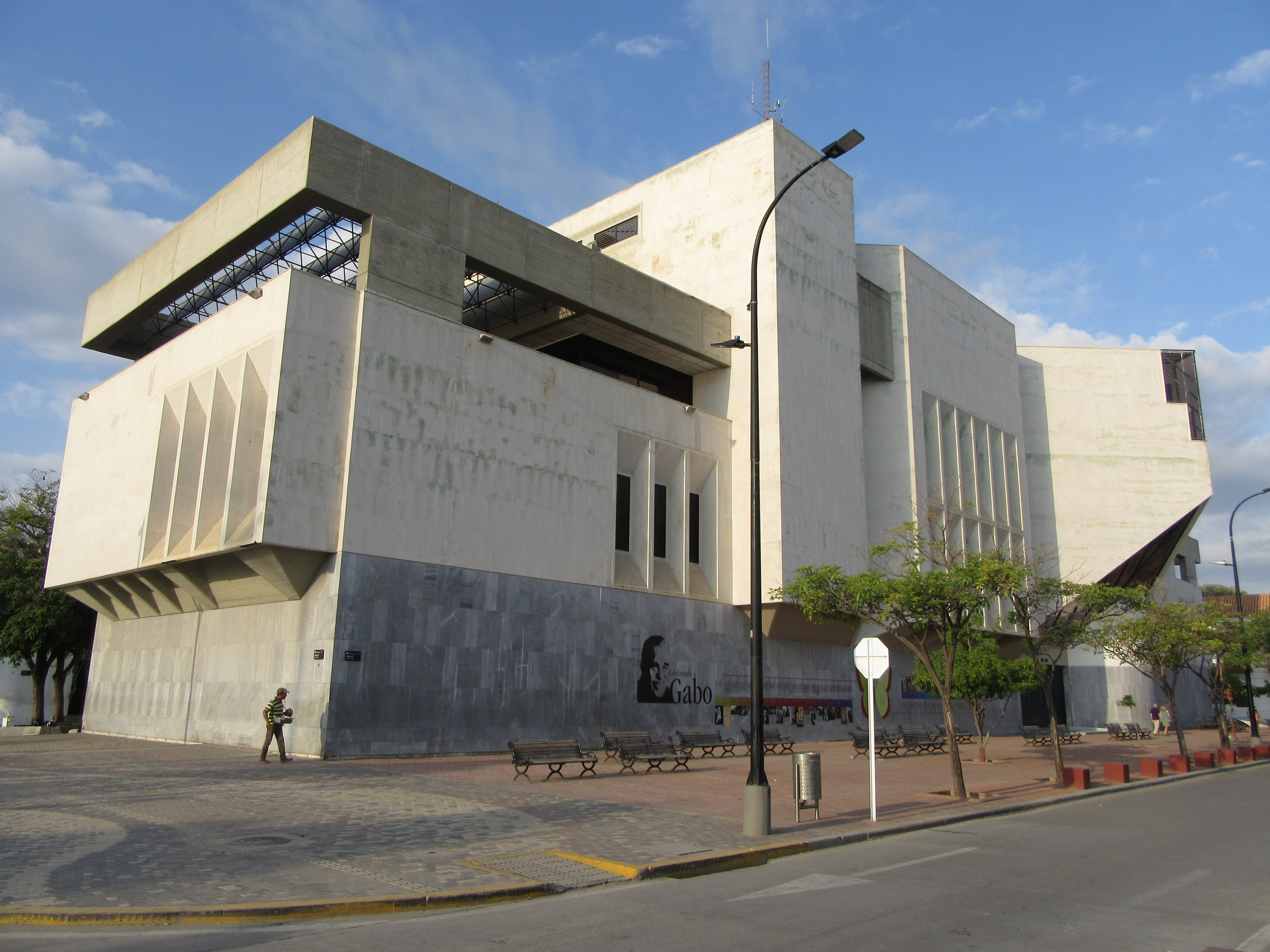
Biblioteca del Banco de la República en la plaza de Bolívar

Santa Marta cuenta con las bibliotecas Luis Ángel Arango del Banco de la República, la Cajamag, la Elisa Fernández Nieves (en Gaira), la del Sena y la del Invemar.
El Museo Bolivariano de Arte contemporáneo (1986) se encuentra en la Quinta de San Pedro Alejandrino, y cuenta con más de 200 obras. El Museo del Oro y Casa de la Aduana fue declarado Monumento Nacional en 1974. El Museo Etnográfico de la Universidad del Magdalena posee tres salas dedicadas a las historias, los lugares y la cotidianidad de los grupos sociales de la región.
El Acuario Museo del Mar se encuentra a pocos minutos en lancha de El Rodadero. Exhibe tortugas, tiburones, sábalos, corales, delfines y focas.
Anualmente se celebra el Festival Internacional de Teatro del Caribe.

### Religión

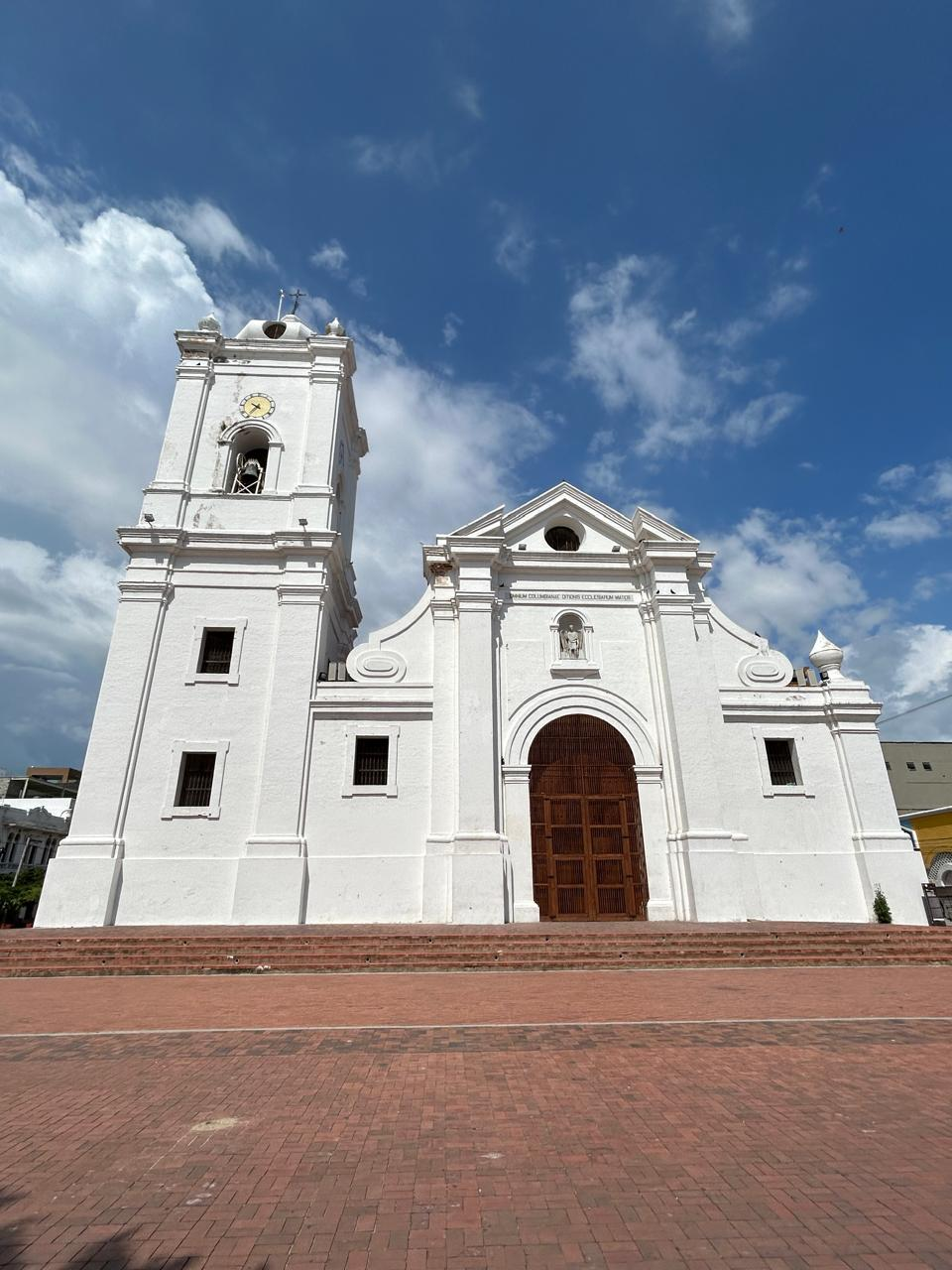
En 1830, el cuerpo de Simón Bolívar fue enterrado en una bóveda de la Catedral Basílica. Allí estuvo hasta 1842, cuando fue trasladado a Caracas.

La religión predominante es la católica.

## Arquitectura y urbanismo

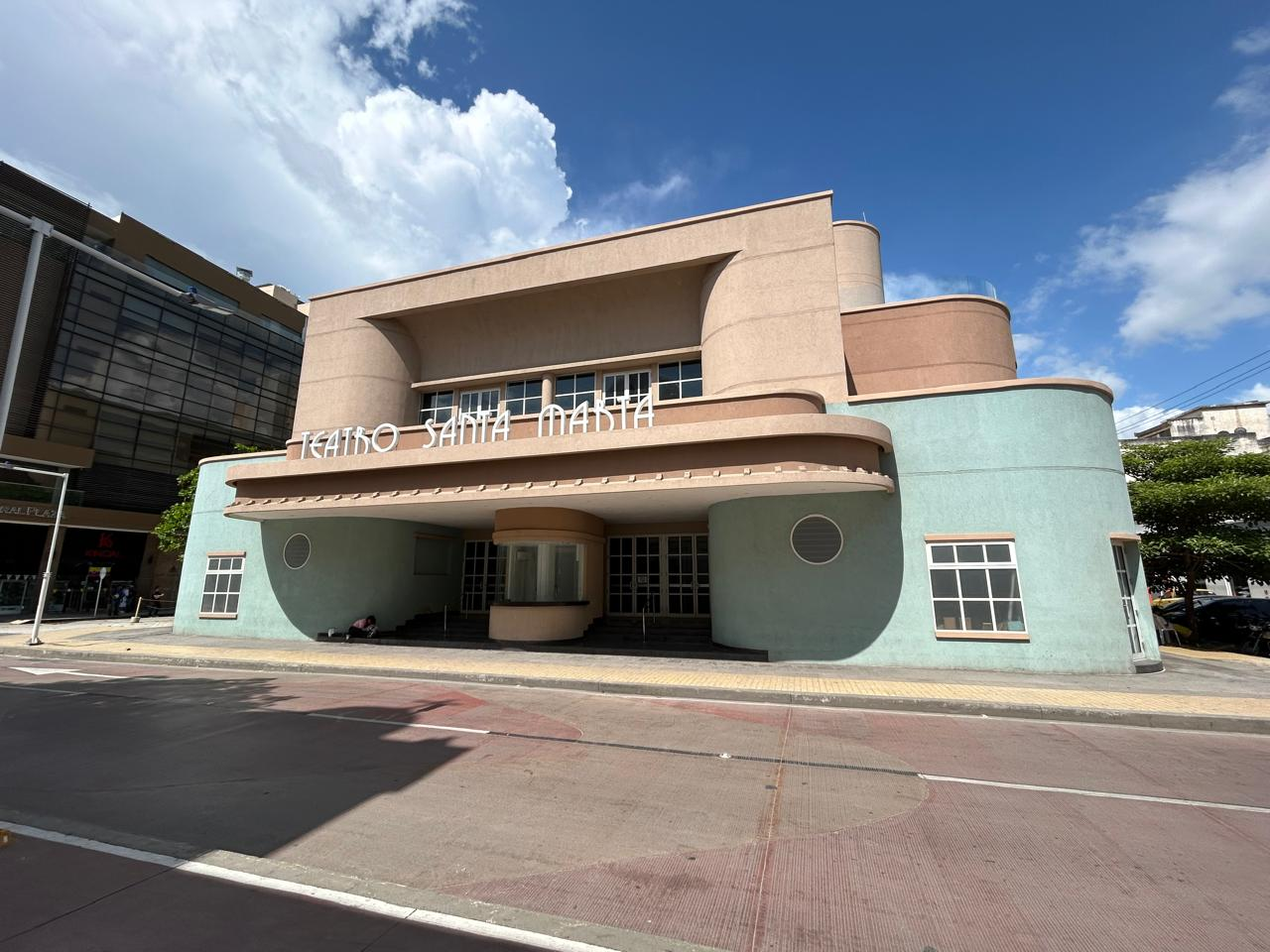
Teatro Santa Marta, estilo streamline moderne

En el centro histórico predomina el plano en cuadrícula, adoptado de la arquitectura romana por los españoles e implementado en Iberoamérica. El carácter colonial del sector ha desaparecido y se conservan algunas edificaciones del período Republicano. 
En el centro se encuentran la Catedral, la Casa de la Aduana y el Claustro San Juan de Nepomuceno. El Liceo Celedón y el Instituto Técnico Industrial fueron declarados monumentos nacionales en 1993. En las afueras se encuentra la Quinta de San Pedro Alejandrino, donde murió Simón Bolívar.  
Entre las esculturas están la ecuestre de Simón Bolívar, la estatua de Rodrigo de Bastidas en el camellón de la bahía de Santa Marta y el Homenaje a la Etnia Tayrona en la carrera primera con calle 22.
En la plaza de Bolívar, junto al malecón, se encuentra la Casa de la Aduana, que data de 1745 y donde reposó en cámara ardiente el cuerpo de Simón Bolívar. Ha sobrevivido incendios, terremotos y saqueo de piratas. En la actualidad es sede del Museo del Oro Tayrona del Banco de la República.
Entre los sitios de interés cultural están la Quinta de San Pedro Alejandrino, hacienda del siglo XVII donde falleció Simón Bolívar, y la Catedral Basílica de Santa Marta, construida en los años 1760 y la primera en jurisdicción eclesiástica en América del Sur. Este templo alberga una urna que contiene el corazón y las entrañas de Bolívar. Allí también se encuentran los restos del fundador de Santa Marta, Rodrigo de Bastidas.
A finales del siglo XVIII, se comenzó a construir el Claustro San Juan Nepomuceno, que fue inaugurado casi medio siglo después, en 1811. Se encuentra en la esquina de la calle Grande (calle 17) con el callejón del Seminario (carrera 2) y ha albergado diversas instituciones, como el Real Seminario Conciliar. 
El antiguo Hospital San Juan de Dios es un edificio de estilo art deco construido a mediados del siglo XX y declarado monumento nacional el 16 de abril de 1999. En la actualidad alberga el Museo Etnográfico de la Universidad del Magdalena.
La Casa de Madame Agustine se encuentra ubicada en la esquina de la Calle Real o calle Grande (calle17), con el callejón Real o callejón de don Pedro Salas (carrera 4) en el centro histórico. Fue construida en 1745 y en ella vivió una ciudadana francesa llamada “Madame Agustine”.
Desde su renovación en 2008, el parque de Los Novios se ha convertido en uno de los centros gastronómicos y turísticos de la ciudad. Además de albergar inmuebles centenarios con valor patrimonial como el Palacio de Justicia y la Antigua Escuela Cuarta, este parque cuenta hoy con importantes bares y discotecas.

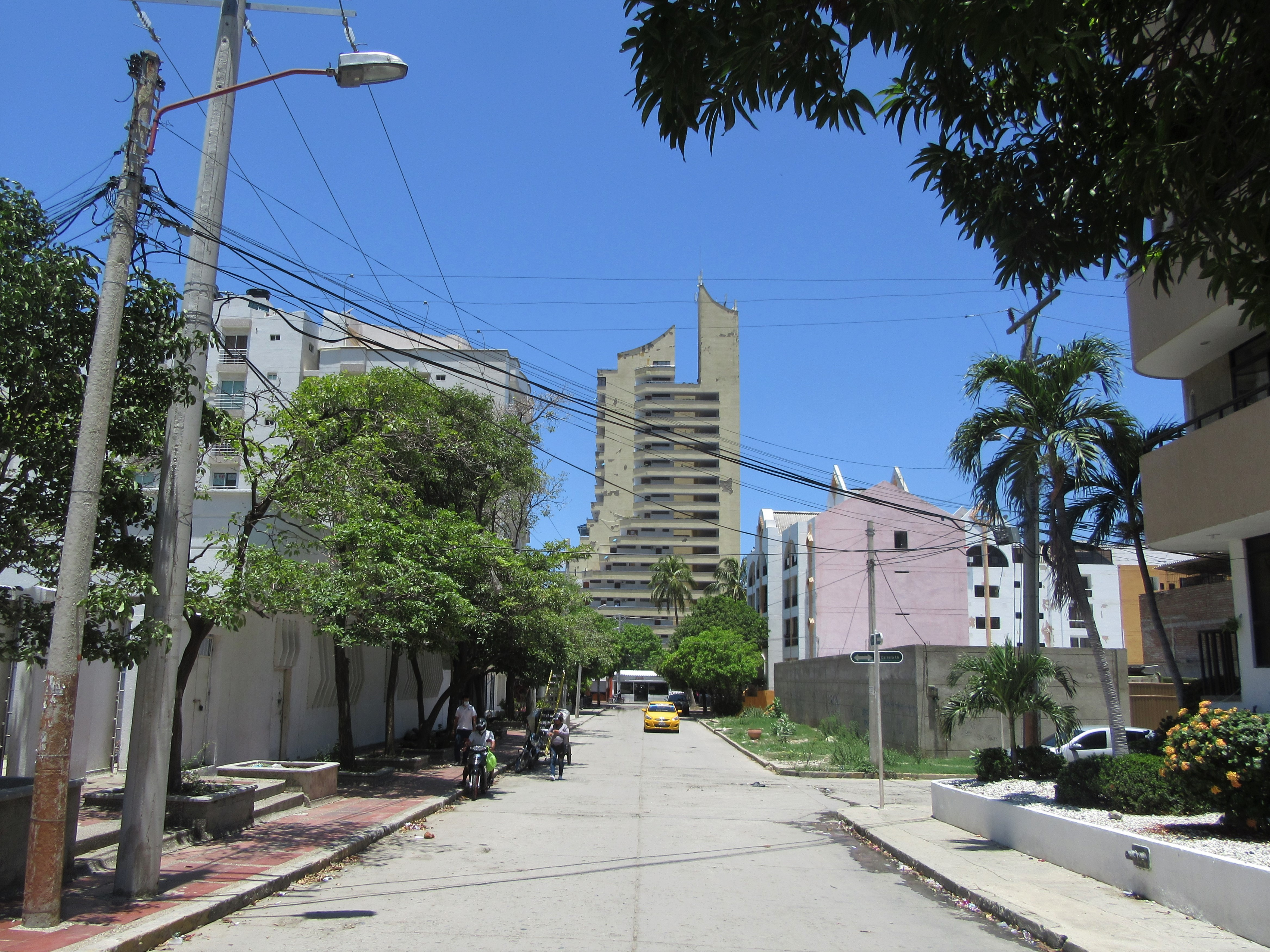
Cruce de la calle 7A con la carrera 4A en El Rodadero
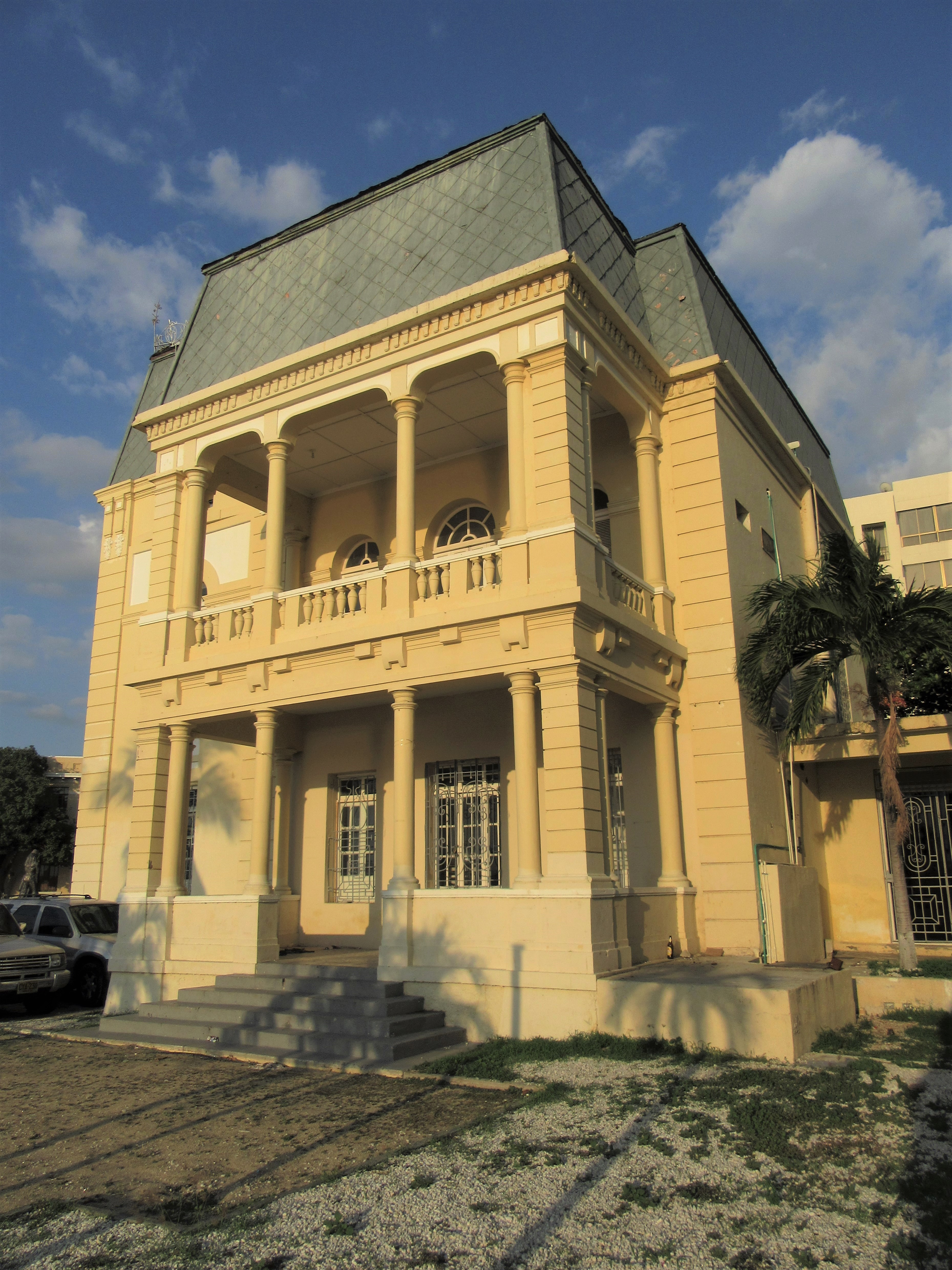
El Castillo, antiguo hotel en el Malecón (Casa Campo Serrano)
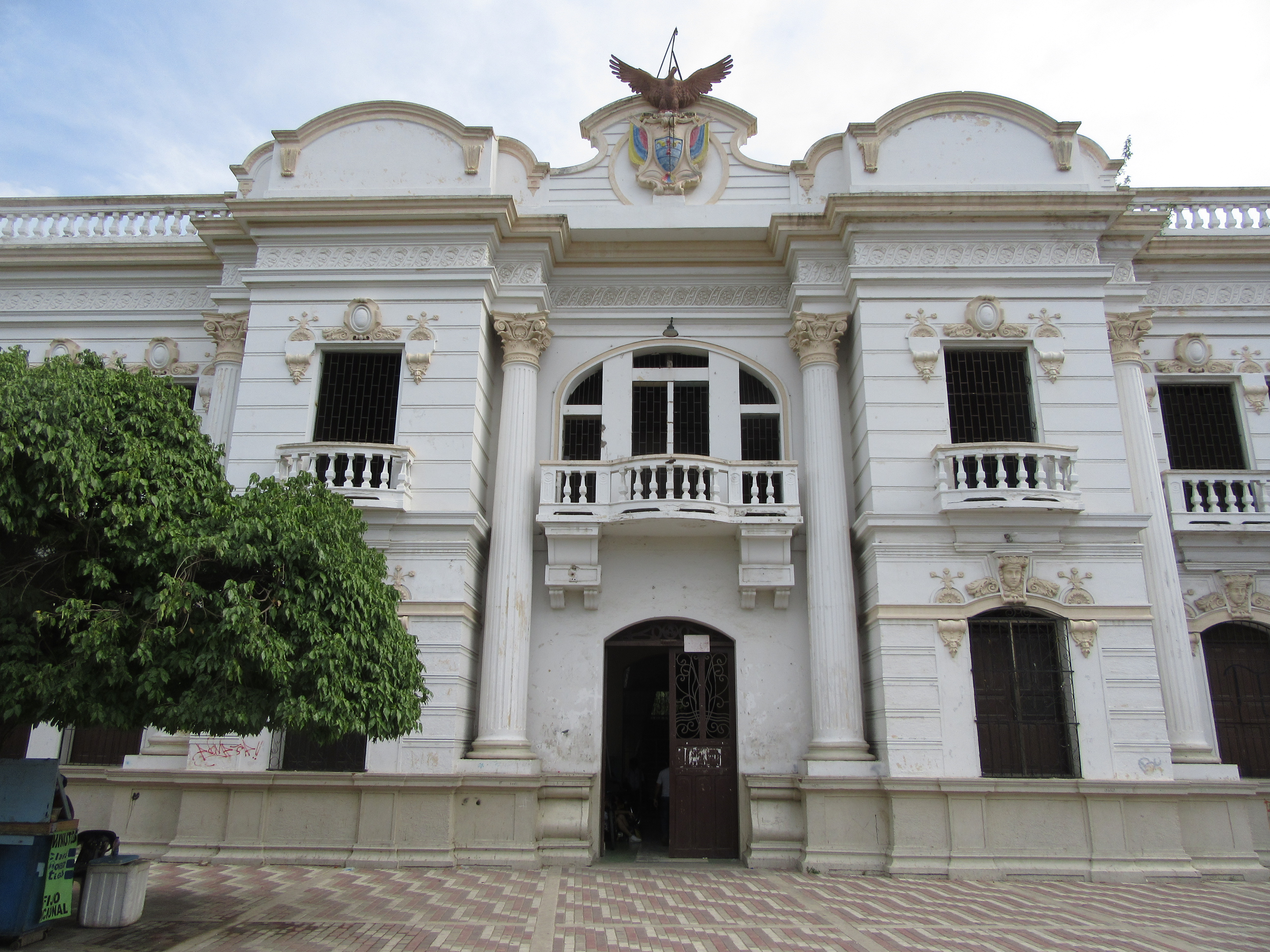
Instituto Técnico Industrial.
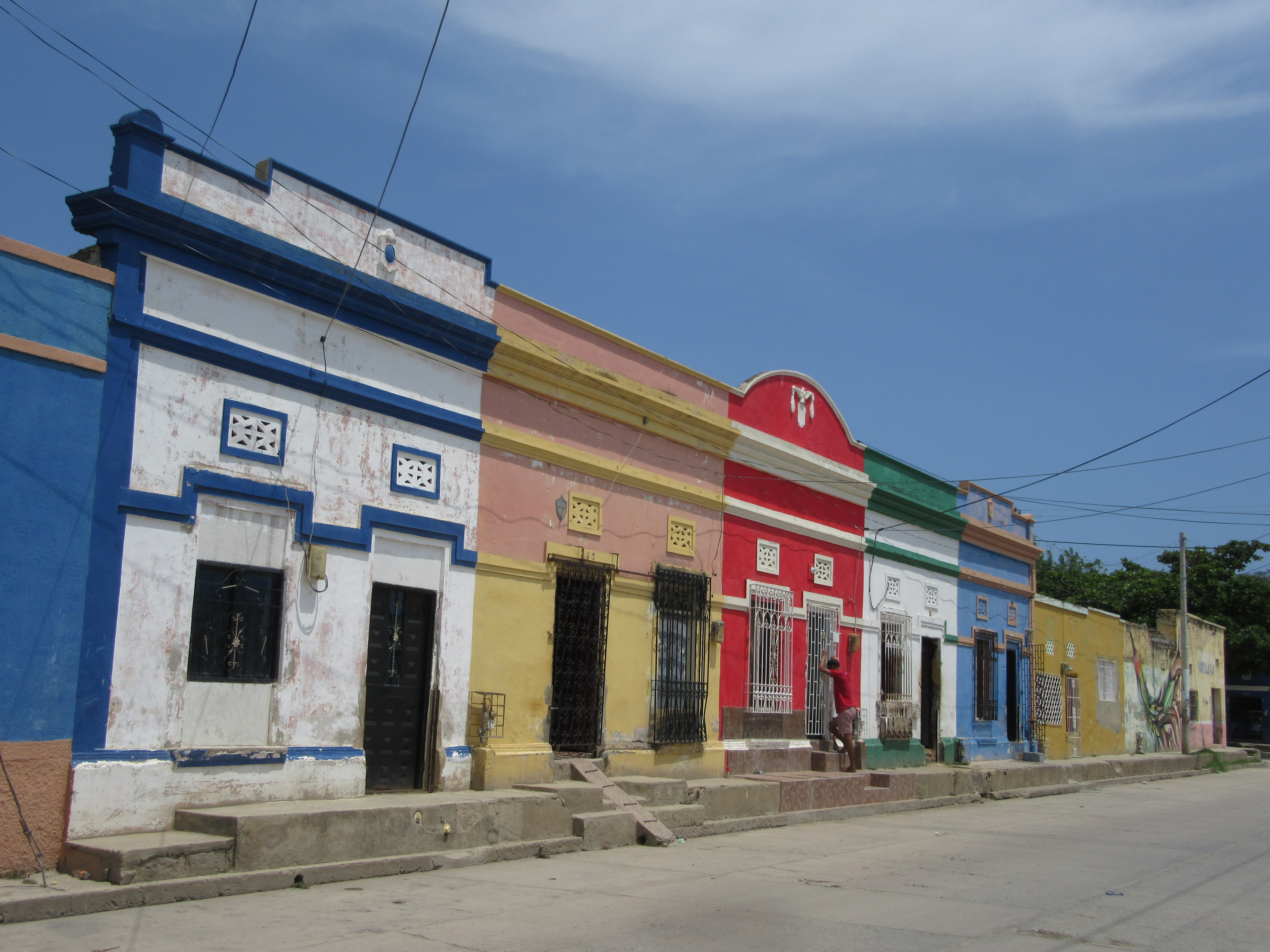
Fachadas en barrio Norte
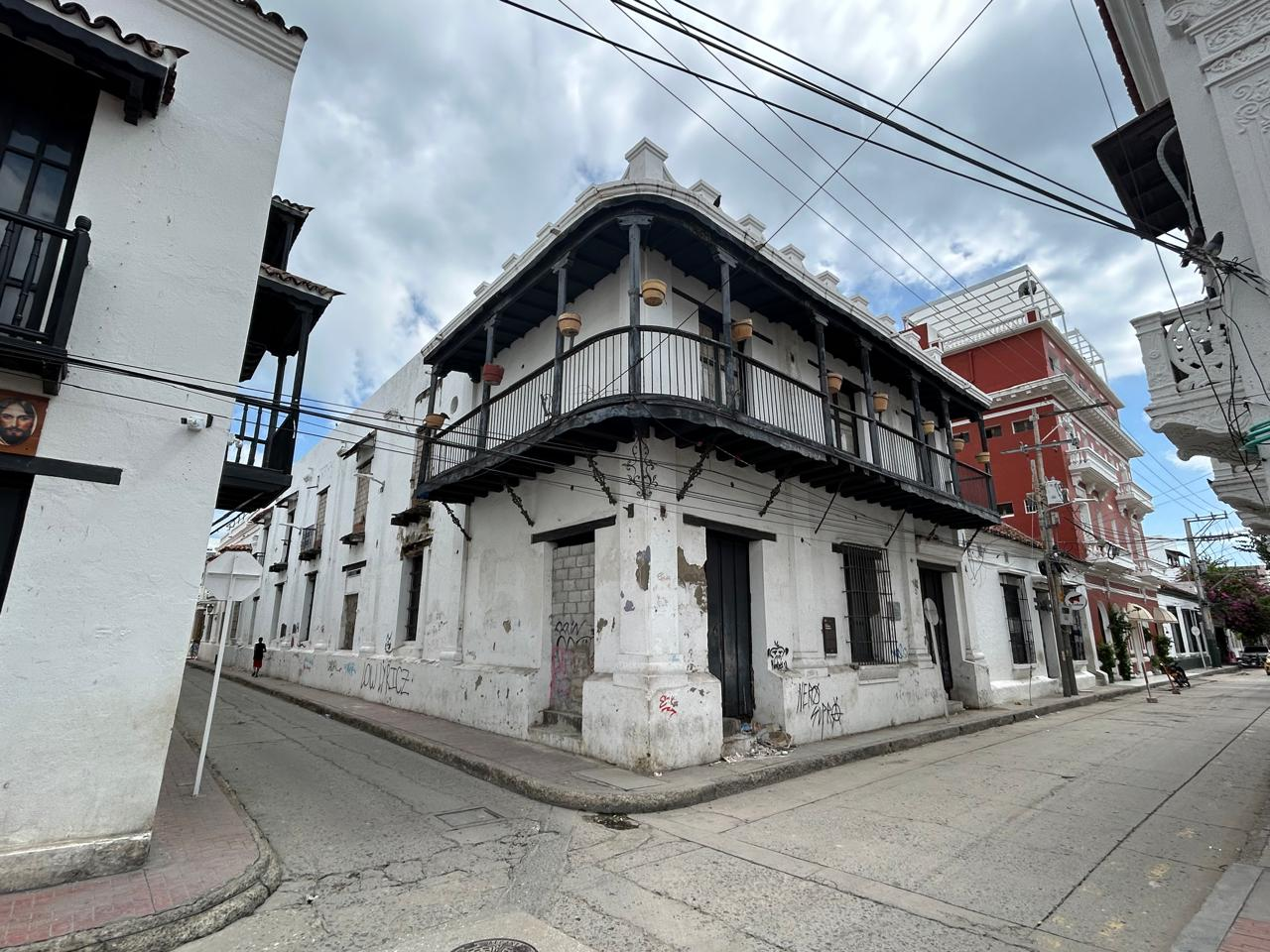
Casa de madame Agustine
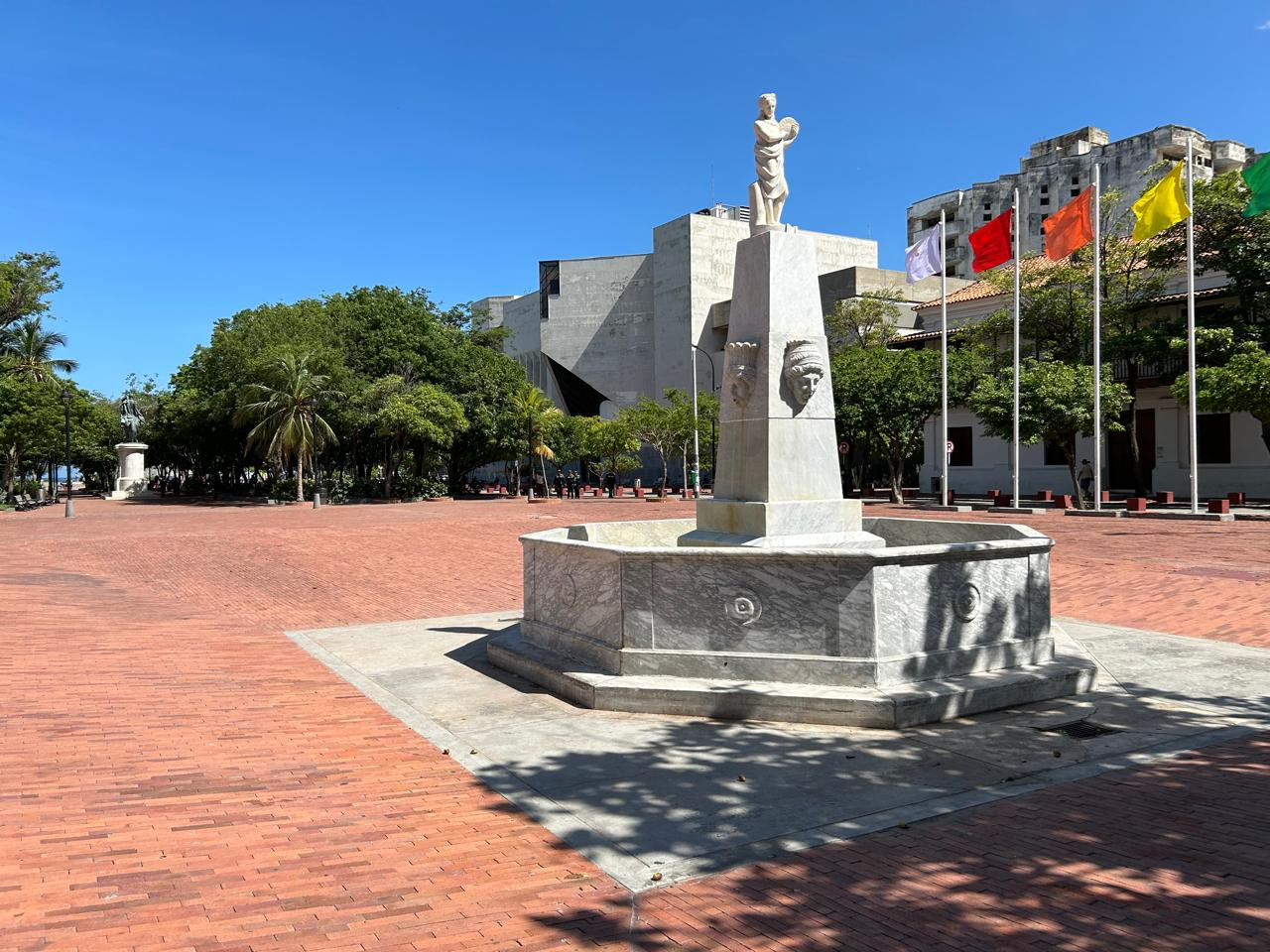
Fuente de las cuatro caras, parque Bolívar
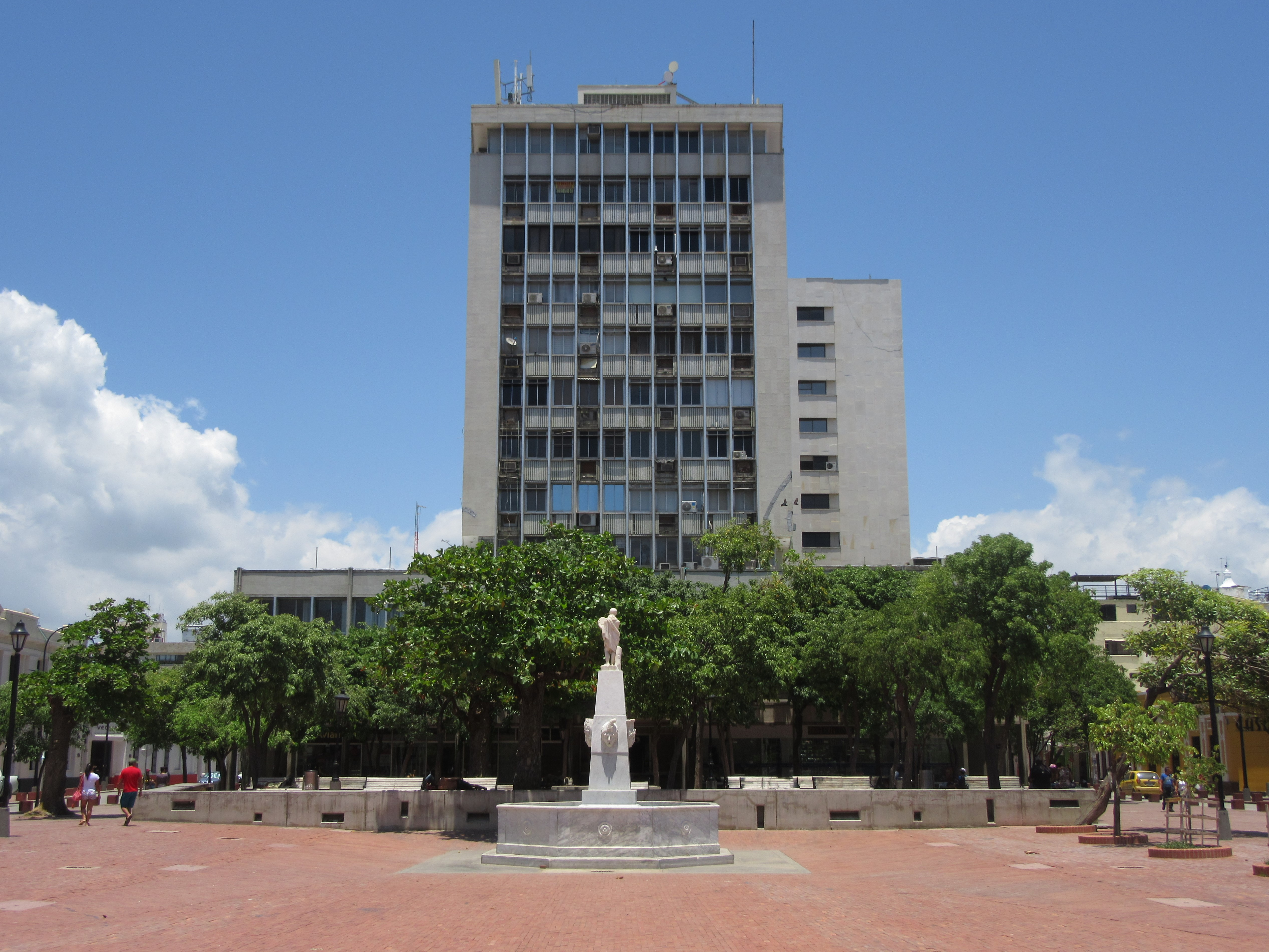
Plaza de Bolívar con la fuente de las Cuatro Caras. Al fondo, el edificio de Los Bancos

## Gastronomía

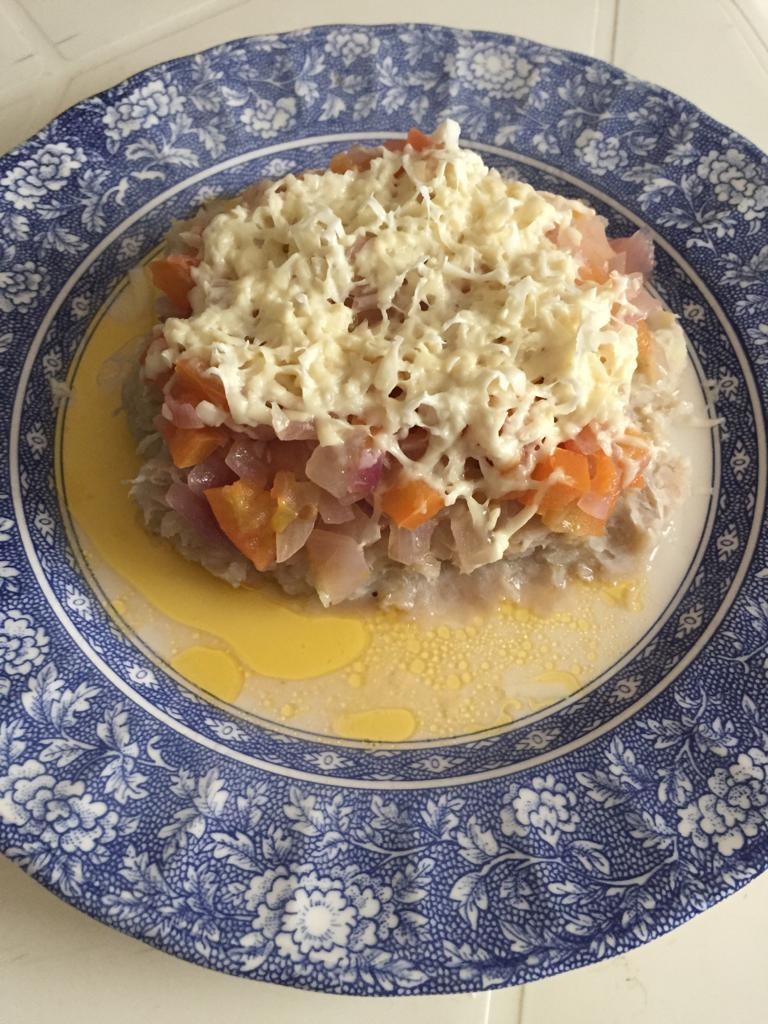
Cayeye

La gastronomía de Santa Marta se ha creado en torno a factores como su ubicación sobre el mar Caribe, la variedad de climas de la Sierra Nevada de Santa Marta y la mezcla cultural de españoles e indígenas (cultura de Hispanoamérica). Son comunes los pescados y mariscos acompañados con arroz de coco. Además, preparaciones con guineo verde sea cocido para hacer el cayeye, o frito en tajadas o en patacón; yuca cocida con queso y mantequilla, arroz y sopas de pescado; se usa harina de maíz para hacer arepas, empanadas y bollos, además sopas como el sancocho de mondongo, de carne salada o el trifásico. 

## Deportes
El deporte predominante es el fútbol. El equipo local es el Unión Magdalena, primer equipo de la Costa Caribe en ganar el torneo de fútbol profesional colombiano en 1968 y el primero en disputar a la Copa Libertadores de América en 1969. Actualmente juega en la Categoría Primera A. Jugó en el estadio Eduardo Santos hasta su cierre en 2013. El 11 de noviembre de 2017 se inauguró el nuevo estadio el estadio Sierra Nevada. Desde el 25 de febrero de 2018, el Unión Magdalena juega de local en el Sierra Nevada. Santa Marta es la ciudad natal de los futbolistas Carlos Valderrama, Anthony de Ávila y Radamel Falcao García. En otros deportes se destaca a nivel profesional el equipo de futsal Gremio Samario, que juega en la Liga Argos.

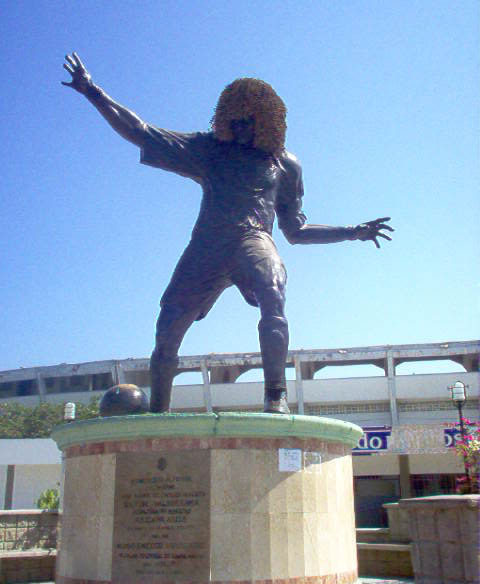
Estatua del Pibe Valderrama en el estadio Eduardo Santos.
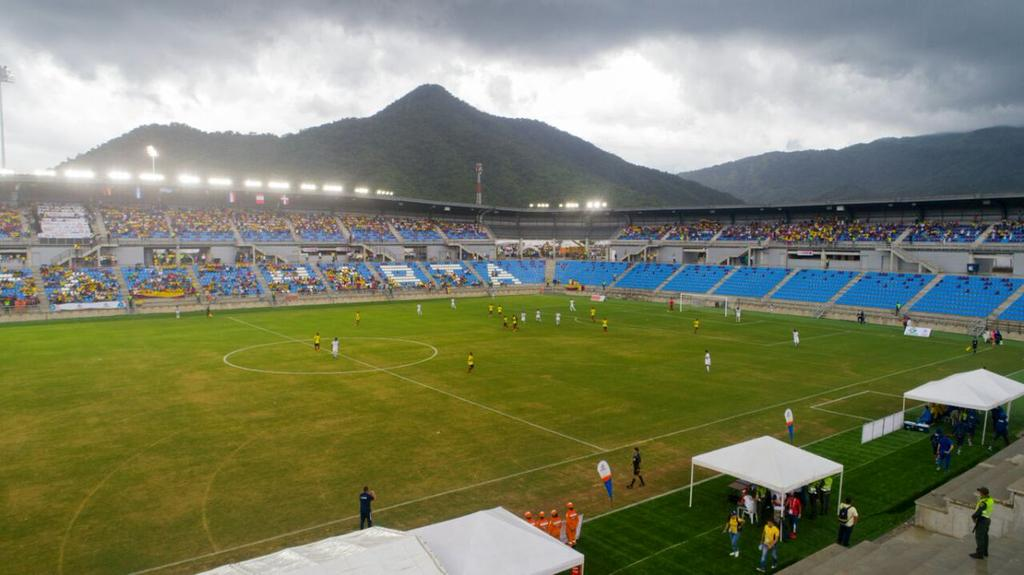
Estadio Sierra Nevada
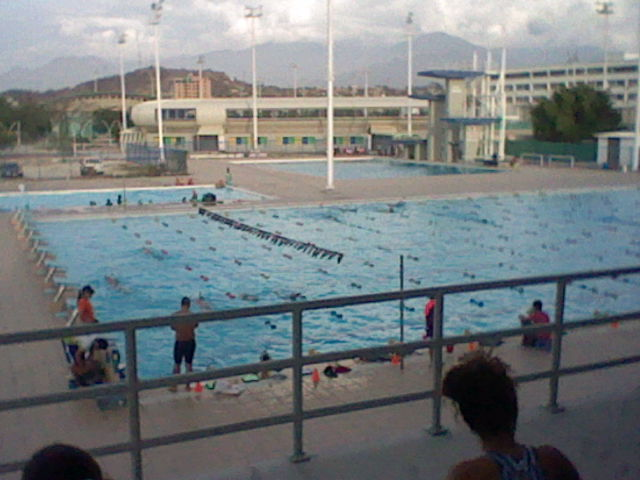
Piscina olímpica utilizada en 2017 para los XVIII Juegos Bolivarianos.

| Predecesor: Trujillo | Ciudad Bolivariana 2017 | Sucesor: Valledupar |

## Estructura administrativa
| Santa Marta  | Santa Marta | Santa Marta                |
| Departamento | Código DANE | Categoría municipal (2022) |
| ------------ | ----------- | -------------------------- |
| Magdalena    | 47001       | Primera                    |

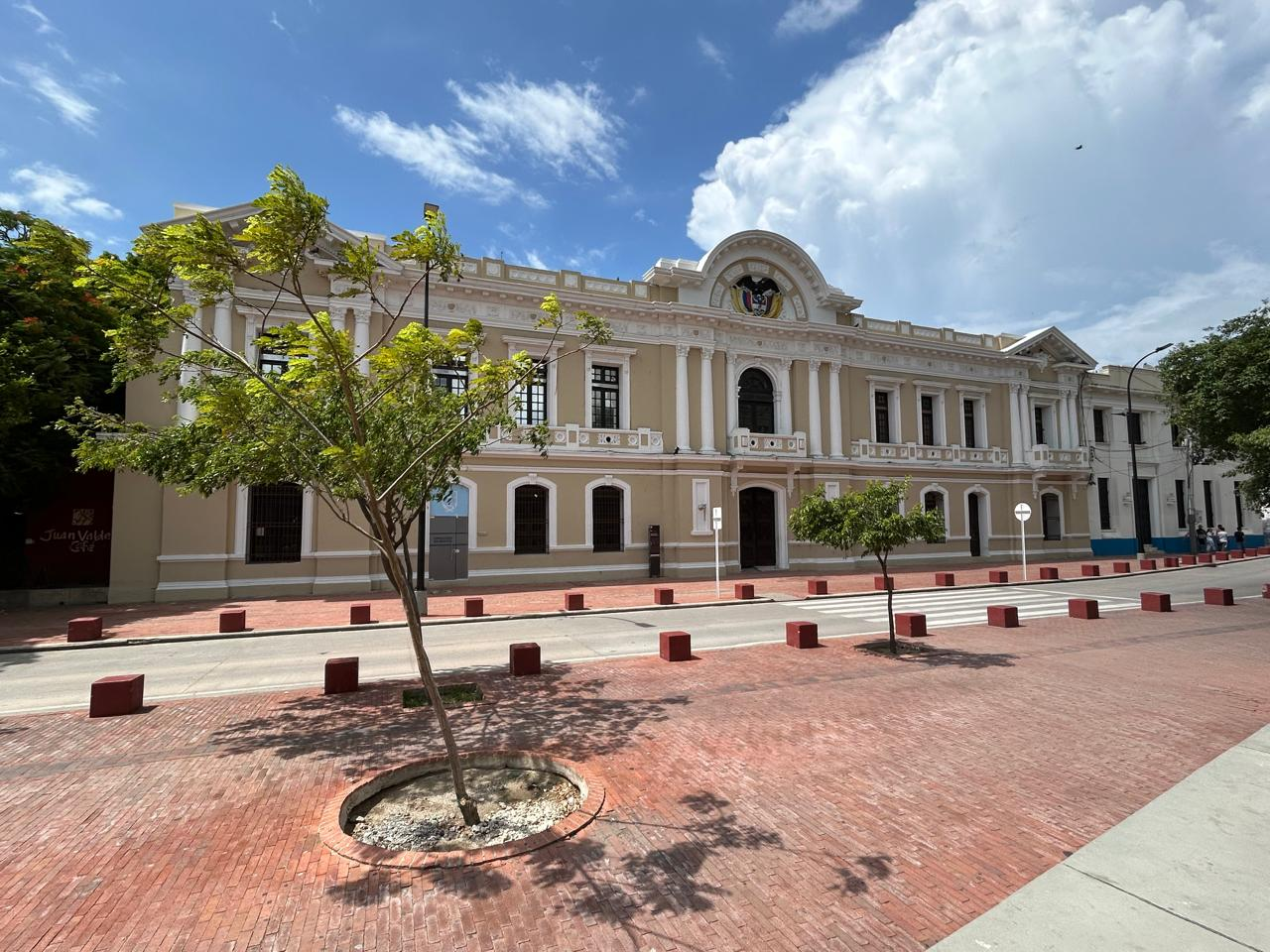
Alcaldía de Santa Marta

- Alcaldía Distrital: En esta se encuentra la administración de la ciudad y las entidades descentralizadas del distrito. El Alcalde se pronuncia mediante decretos y se desempeña como representante legal, judicial y extrajudicial del distrito.

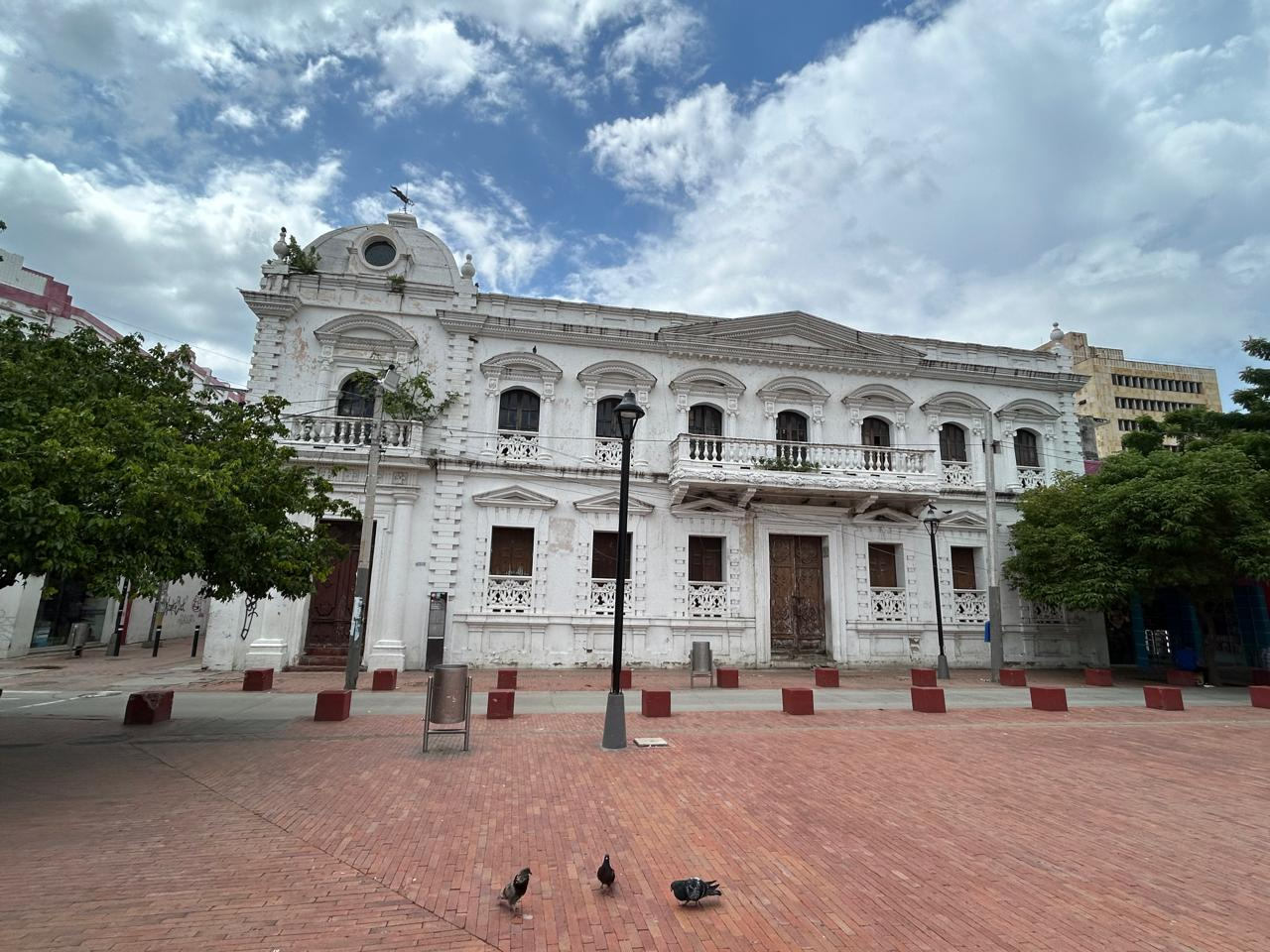
Concejo de Santa Marta

- Concejo Distrital: Es la suprema autoridad política del distrito. En materia administrativa sus atribuciones son de carácter normativo. También le corresponde vigilar y hacer control político a la administración distrital. Se regulan por los reglamentos internos de la corporación en el marco de la Constitución Política Colombiana (artículo 313) y las leyes, en especial la Ley 136 de 1994 y la Ley 1551 de 2012. Constituido por 19 concejales por un periodo de 4 años.  Actualmente se encuentra distribuido con los siguientes partidos para el periodo 2024 - 2027 de la siguiente forma: 4 (Fuerza Ciudadana), 2 (Santa Marta Gana), 2 (Liberal y MIRA), 2 (ADA), 1 (Creemos), 1 (Cambio Radical), 1  (Alianza Verde), 1 (CD), 1 (Coalición ADN: AICO, DyC y NL), 1 (Partido de la U), 1 (Conservador), 1 (ASI) y 1 (Ecologista).

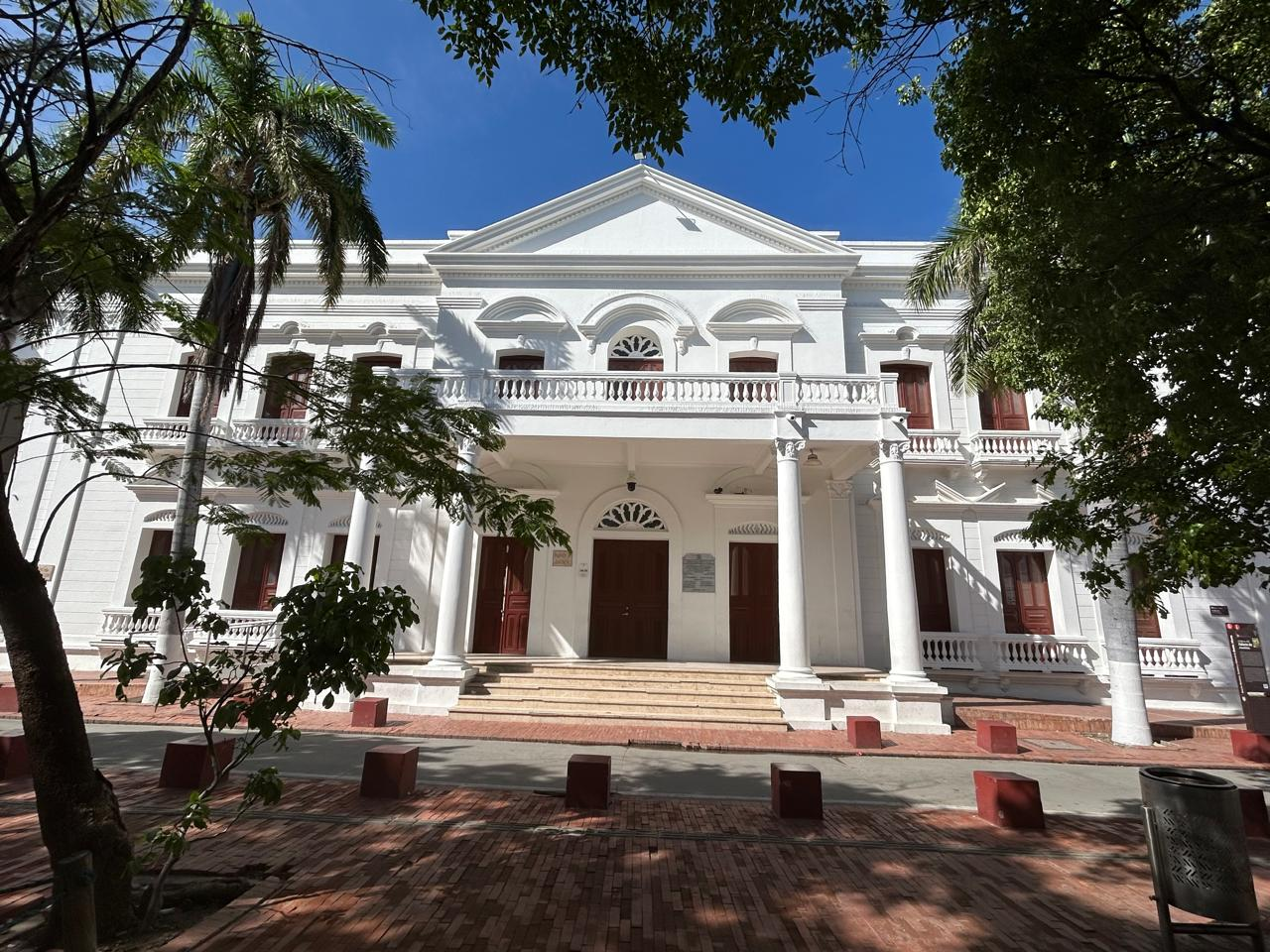
Palacio de Justicia, edificio neoclásico de principios del siglo XX en el costado sur del parque de Los Novios

- Personería: Es un centro del Ministerio Público de Colombia que ejerce, vigila y hace control sobre la gestión de las alcaldías y entes descentralizados; velan por la promoción y protección de los derechos humanos; vigilan el debido proceso, la conservación del medio ambiente, el patrimonio público y la prestación eficiente de los servicios públicos, garantizando a la ciudadanía la defensa de sus derechos e intereses. El actual Personero municipal es Edward Orozco Oñate (2020-2027).

- 'JAL'.

### Servicios públicos
- Energía Eléctrica: Air-e, del grupo EPM, es la empresa prestadora del servicio de energía eléctrica.
- Gas Natural: Gases del Caribe es la empresa distribuidora y comercializadora de gas natural en el municipio.

## Ciudades hermanas
El hermanamiento de ciudades es un concepto por el cual pueblos o ciudades de distintas zonas geográficas y políticas se emparejan para fomentar el contacto humano y los enlaces culturales. Santa Marta recibió un acuerdo de hermanamiento de ciudades con Miami Beach (Estados Unidos), Acapulco (México), otro con Bucaramanga en 2010, Riohacha en 2014 y Sevilla (España) en 2025.
- Miami Beach, Estados Unidos.
- Acapulco, México.
- Bucaramanga, Colombia.
- Riohacha, Colombia.
- Sevilla, España.